# George Washington
George Washington (22 tháng 2 năm 1732 – 14 tháng 12 năm 1799) là một nhà lãnh đạo quân sự, chính khách người Mỹ, một trong những người lập quốc, tổng thống đầu tiên của Hoa Kỳ từ năm 1789 đến năm 1797. Trước đó, ông đã lãnh đạo lực lượng Yêu nước giành chiến thắng trong cuộc Chiến tranh giành độc lập của quốc gia. Ông chủ trì thực hiện Hội nghị Lập hiến năm 1787, thành lập Hiến pháp Hoa Kỳ và chính phủ liên bang. Washington được gọi là "Cha già của nước Mỹ" vì sự lãnh đạo tài tình của ông trong những ngày hình thành quốc gia mới.
Chức vụ đầu tiên của Washington là Kiểm soát viên chính thức của Quận Culpeper, Virginia từ năm 1749 đến năm 1750. Sau đó, ông được huấn luyện quân sự và tham gia chỉ huy với Trung đoàn Virginia trong Chiến tranh với Pháp và người Da đỏ. Sau đó, ông được bầu vào Hạ viện Virginia của Burgesses và được chỉ định là đại biểu của Quốc hội Lục địa, nơi ông được bổ nhiệm làm Tổng chỉ huy Quân đội Lục địa. Ông chỉ huy các lực lượng Mỹ, đồng minh với Pháp, trong thất bại và đầu hàng của quân Anh tại Cuộc vây hãm Yorktown. Ông từ chức ủy ban của mình sau Hiệp định Paris năm 1783.
Washington đóng vai trò quan trọng trong việc thông qua và phê chuẩn Hiến pháp và sau đó hai lần được bầu làm tổng thống bởi Cử tri đoàn. Ông đã tạo ra một chính phủ quốc gia mạnh mẽ, được tài trợ tốt và vẫn tỏ ra vô tư trong cuộc cạnh tranh gay gắt giữa các thành viên nội các Thomas Jefferson và Alexander Hamilton. Trong cuộc Cách mạng Pháp, ông tuyên bố chính sách trung lập trong khi lên án Hiệp ước Jay. Ông đã đặt ra những tiền lệ lâu dài cho chức vụ tổng thống, bao gồm cả danh hiệu "Ngài Tổng thống", và Bài diễn văn chia tay của ông được nhiều người coi là một tuyên bố nổi bật về chủ nghĩa cộng hòa.
Washington sở hữu nô lệ, và để duy trì sự thống nhất quốc gia, ông ủng hộ các biện pháp được Quốc hội thông qua để bảo vệ chế độ nô lệ. Sau đó, ông gặp rắc rối với thể chế nô lệ của mình theo di chúc năm 1799. Ông cố gắng hòa nhập người Mỹ bản địa vào văn hóa Anh-Mỹ, nhưng chống lại sự phản kháng của người bản địa trong các cuộc xung đột bạo lực. Ông là một thành viên của Anh giáo và Hội Tam điểm, ông đã thúc đẩy tự do tôn giáo rộng rãi trong vai trò là tổng thống. Sau khi qua đời, ông được tôn vinh là "người đầu tiên trong chiến tranh, người đầu tiên trong hòa bình, và là người đầu tiên có trái tim của những người đồng hương với mình". Ông được tưởng nhớ tại các đài tưởng niệm, nghệ thuật, vị trí địa lý bao gồm thủ đô quốc gia, tên tiểu bang, tem và tiền tệ như một vị anh hùng dân tộc của Mỹ, nhiều học giả và các cuộc thăm dò xếp hạng ông trong số các vị tổng thống vĩ đại nhất của Hoa Kỳ.

## Đầu đời: 1732–1753

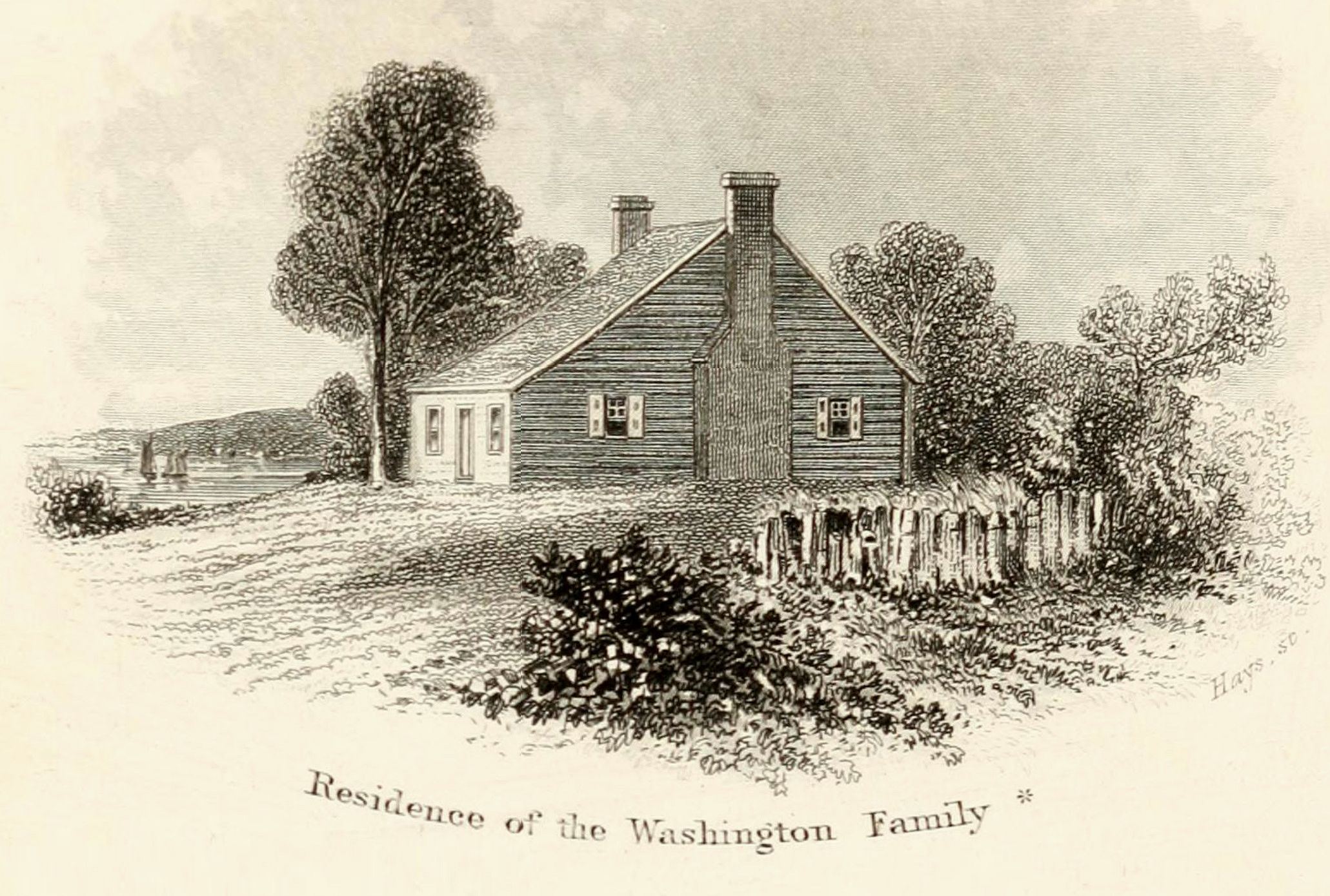
Căn nhà của gia đình Washington tại Nông trang Ferry bên bờ Sông Rappahannock ở Quận Stafford, Virginia

Gia tộc Washington vốn là một dòng họ thuộc lớp chủ đồn điền ở Virginia, trở nên giàu có nhờ việc đầu cơ đất đai và trồng thuốc lá. Cụ cố của Washington, John Washington, nhập cư thuộc địa Virginia vào năm 1656 từ Sulgrave, Northamptonshire, Anh quốc; ông đã tích lũy được 5.000 mẫu Anh (2.000 ha) đất đai ở Virginia, bao gồm các mảnh đất quanh Little Hunting Creek, phụ lưu Sông Potomac.
George Washington chào đời ngày 22 tháng 2 năm 1732, tại Popes Creek, Hạt Westmoreland, lúc bấy giờ là thuộc địa Virginia của Anh. Ông là con đầu lòng trong số sáu người con của ông Augustine và bà Mary Ball Washington. Augustine hành nghề thẩm phán hòa giải và là một nhân vật công chúng hết sức nổi bật; trước đó ông kết hôn với Jane Butler và đã có bốn đứa con. Năm 1735, gia đình Washington chuyển đến sống ở Little Hunting Creek. Năm 1738, họ chuyển đến sống ở Nông trang Ferry gần Fredericksburg, Virginia, bên Sông Rappahannock. Khi thân phụ ông qua đời vào năm 1743, Washington kế thừa Nông trang Ferry và mười nô lệ; anh trai cùng cha khác mẹ Lawrence kế thừa mảnh đất Little Hunting Creek và đổi tên nó thành Mount Vernon.
Cái chết của cha khiến cho ông mất cơ hội vượt Đại Tây Dương để nhận sự giáo dục tại Trường Appleby của Anh như những người anh trai của mình đã từng làm. Ông đi học tại Fredericksburg cho đến tuổi 15. Mong muốn gia nhập Hải quân Hoàng gia không thành hiện thực sau khi mẹ ông biết nó rất là khó khăn cho ông. Nhờ mối liên hệ của Lawrence với gia đình quyền lực ở Fairfax nên vào năm 17 tuổi, George trở thành thanh tra quận Culpeper vào năm 1749. Đây là 1 công việc trả lương hậu đã giúp cho ông mua được đất đai trong thung lũng Shenandoah, đây cũng là lần đầu tiên trong số nhiều vụ mua đất đai của ông tại Tây Virginia. Cũng phải nói là nhờ đến sự có mặt của Lawrence trong Công ty Ohio, một công ty đầu tư đất đai được tài trợ bởi những nhà đầu tư tại Virginia và nhờ vào vị trí của Lawrence trong vai trò tư lệnh địa phương quân Virginia nên George được phó thống đốc mới của Virginia là Robert Dinwiddie chú ý đến. Washington khó mà bị lọt ra khỏi tầm mắt của người khác: cao 6 ft 2 inch (188 cm; ước tính về chiều cao của ông có thay đổi), ông cao hơn đa số người đương thời của ông.
Năm 1751, Washington đi đến Barbados cùng với Lawrence, người mắc phải bệnh lao, với hy vọng rằng khí hậu sẽ có lợi cho sức khỏe của Lawrence. Washington mắc phải bệnh đậu mùa trong chuyến đi này khiến cho khuôn mặt của ông có ít nhiều vết sẹo nhưng đã giúp cho ông miễn nhiễm với căn bệnh độc này về sau. Sức khỏe của Lawrence không cải thiện: ông quay về Mount Vernon và mất ở đó năm 1752. Vị trí lãnh đạo địa phương quân Virginia của Lawrence chia thành bốn chức vụ sau khi ông mất. Washington được Thống đốc Dinwiddie bổ nhiệm làm một trong bốn vị trí mới đó vào tháng 2 năm 1753 với cấp bậc thiếu tá trong địa phương quân Virginia. Washington cũng gia nhập Hội Tam Điểm tại Fredericksburg vào lúc đó.

## Chiến tranh chống người thổ dân và Pháp (1754–1758)

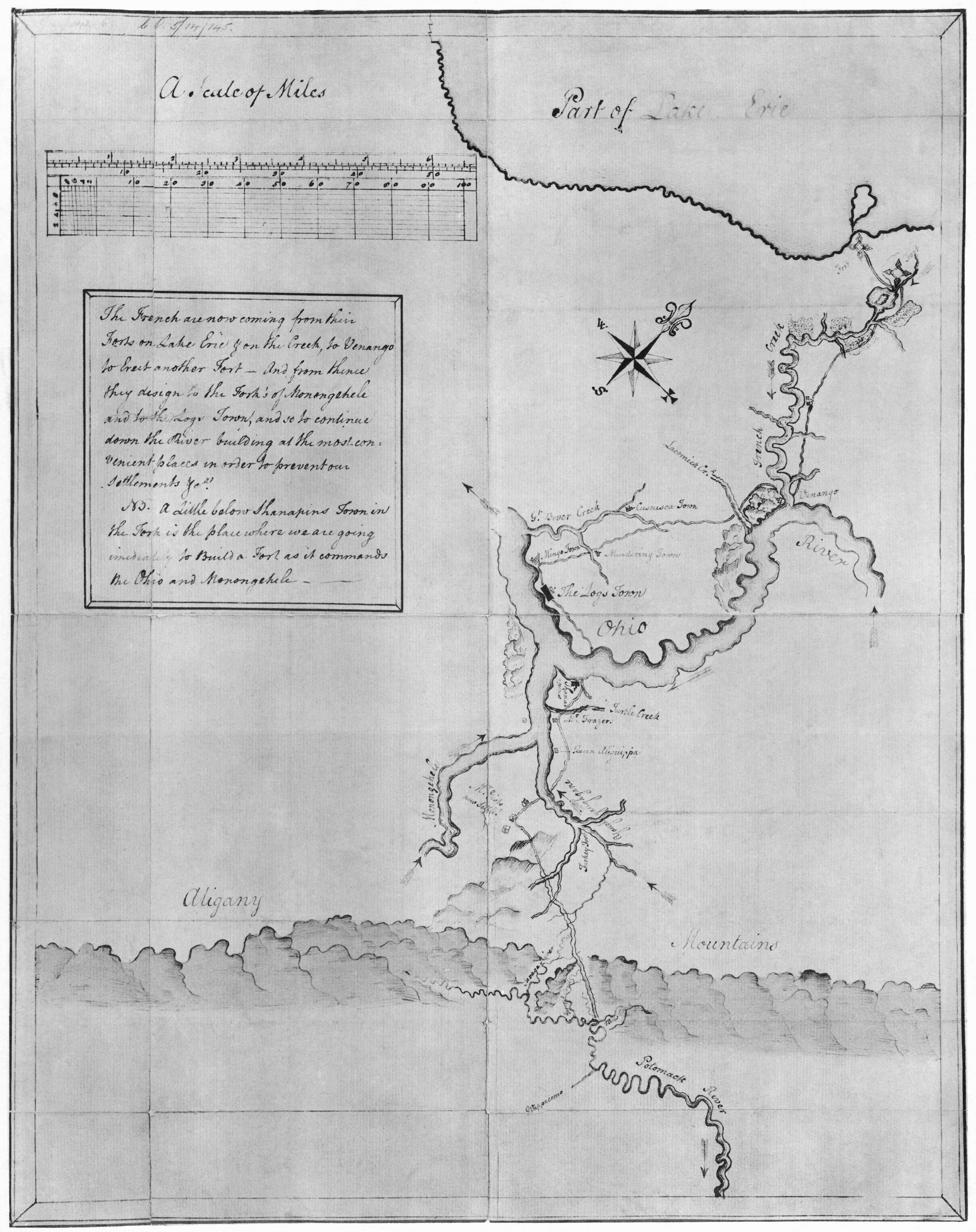
Bản đồ năm 1754 của Washington biểu thị sông Ohio và khu vực xung quanh

Năm 1753, người Pháp bắt đầu mở rộng tầm kiểm soát quân sự của họ vào "Xứ Ohio", một lãnh thổ cũng bị các thuộc địa của Anh là Virginia và Pennsylvania tuyên bố chủ quyền. Cuộc tranh chấp chủ quyền này đã dẫn đến một cuộc chiến tranh mà các thuộc địa gọi là Chiến tranh chống người bản thổ và Pháp (French and Indian War) từ năm 1754–1762. Chiến tranh này đã góp phần khởi sự Chiến tranh 7 năm trên toàn cầu (1756–63). Washington ở tâm điểm của cuộc chiến này khi mới vừa bùng nổ. Công ty Ohio, một cỗ xe mà qua đó các nhà đầu tư người Anh có kế hoạch mở rộng vào lãnh thổ này, đang mở mang những khu định cư mới và xây dựng các trạm mậu dịch để buôn bán với người bản thổ Mỹ. Thống đốc Dinwiddie nhận lệnh từ chính phủ Anh cảnh cáo người Pháp về chủ quyền của Anh tại đó. Ông phái Thiếu tá Washington vào cuối năm 1753 giao một bức thư thông báo đến người Pháp về những tuyên bố chủ quyền của Anh và yêu cầu người Pháp rời bỏ lãnh thổ này. Washington cũng đến gặp mặt Tanacharison (cũng còn được gọi là "Half-King") và các lãnh tụ khác của người bản thổ Iroquois đang liên minh với Virginia tại Logstown để nhận sự ủng hộ của họ trong trường hợp có xung đột với người Pháp; Washington và Tanacharison trở thành bạn bè và đồng minh. Washington giao lá thư cho tư lệnh địa phương Pháp nhưng ông này từ chối một cách lịch sự là không rời bỏ lãnh thổ này.
Thống đốc Dinwiddie phái Washington trở lại Xứ Ohio để bảo vệ một nhóm nhân viên của Công ty Ohio đang xây dựng một pháo đài tại nơi mà ngày nay là Pittsburgh, Pennsylvania. Nhưng trước khi ông đến nơi thì một lực lượng Pháp đã đuổi các nhân viên làm việc của công ty ra khỏi khu vực này và họ bắt đầu xây dựng Đồn Duquesne. Một nhóm nhỏ quân Pháp do Joseph Coulon de Jumonville chỉ huy bị Tanacharison và một ít chiến binh của mình phát hiện ở phía đông khu vực mà ngày nay là Uniontown, Pennsylvania. Cùng với các đồng minh người bản thổ Mingo, Washington và một số đơn vị địa phương quân của mình liền phục kích người Pháp. Những gì thật sự đã xảy ra trong lúc và sau trận đánh vẫn còn gây nhiều tranh cãi nhưng kết quả ngay sau đó là Jumonville bị trọng thương trong cuộc tấn công đầu tiên và rồi bị giết chết... chẳng biết có phải là bị Tanacharison lạnh lùng chém bằng một lưỡi rìu hay do bị một người nào đó đứng gần đó dùng súng bắn chết khi vị sĩ quan bị thương này ngồi bên cạnh Washington - cả hai nghi vấn này đều hoàn toàn không rõ ràng. Người Pháp phản ứng trả đũa bằng một cuộc tấn công và bắt Washington tại Đồn Necessity vào tháng 7 năm 1754. Tuy nhiên, Washington được phép quay trở về Virginia cùng với binh sĩ của mình. Sử gia Joseph Ellis kết luận rằng tình tiết trận đánh này đã chứng tỏ sự can đảm, thế chủ động, sự hăng say chiến đấu nhưng chưa có kinh nghiệm của Washington. Những sự kiện này có những hậu quả quốc tế; người Pháp tố cáo Washington ám sát Jumonville vì họ cho rằng Jumonville đang thực hiện một sứ mệnh ngoại giao. Cả Pháp và Anh sẵn sàng lâm chiến để tranh giành kiểm soát vùng này và họ đã đưa quân đến Bắc Mỹ năm 1755; chiến tranh được chính thức tuyên bố vào năm 1756.

### Tai họa Braddock năm 1755
Năm 1755, Washington là phụ tá cao cấp người Mỹ của tướng Anh Edward Braddock trong một cuộc viễn chinh xấu số ở Monongahela. Đây là đoàn quân viễn chinh lớn nhất của Anh đến các thuộc địa Bắc Mỹ, và có ý định đánh đuổi người Pháp ra khỏi Xứ Ohio. Người Pháp cùng với các đồng minh người bản thổ Mỹ phục kích và Braddock bị tử thương trong trận Monongahela. Sau khi bị thiệt hại nặng nề về quân số, quân Anh rút chạy tán loạn; tuy nhiên, Washington cưỡi ngựa chạy quanh trận địa nhằm khích lệ và động viên tàn quân Anh và địa phương quân Virginia rút lui có tổ chức.

### Tư lệnh Trung đoàn Virginia

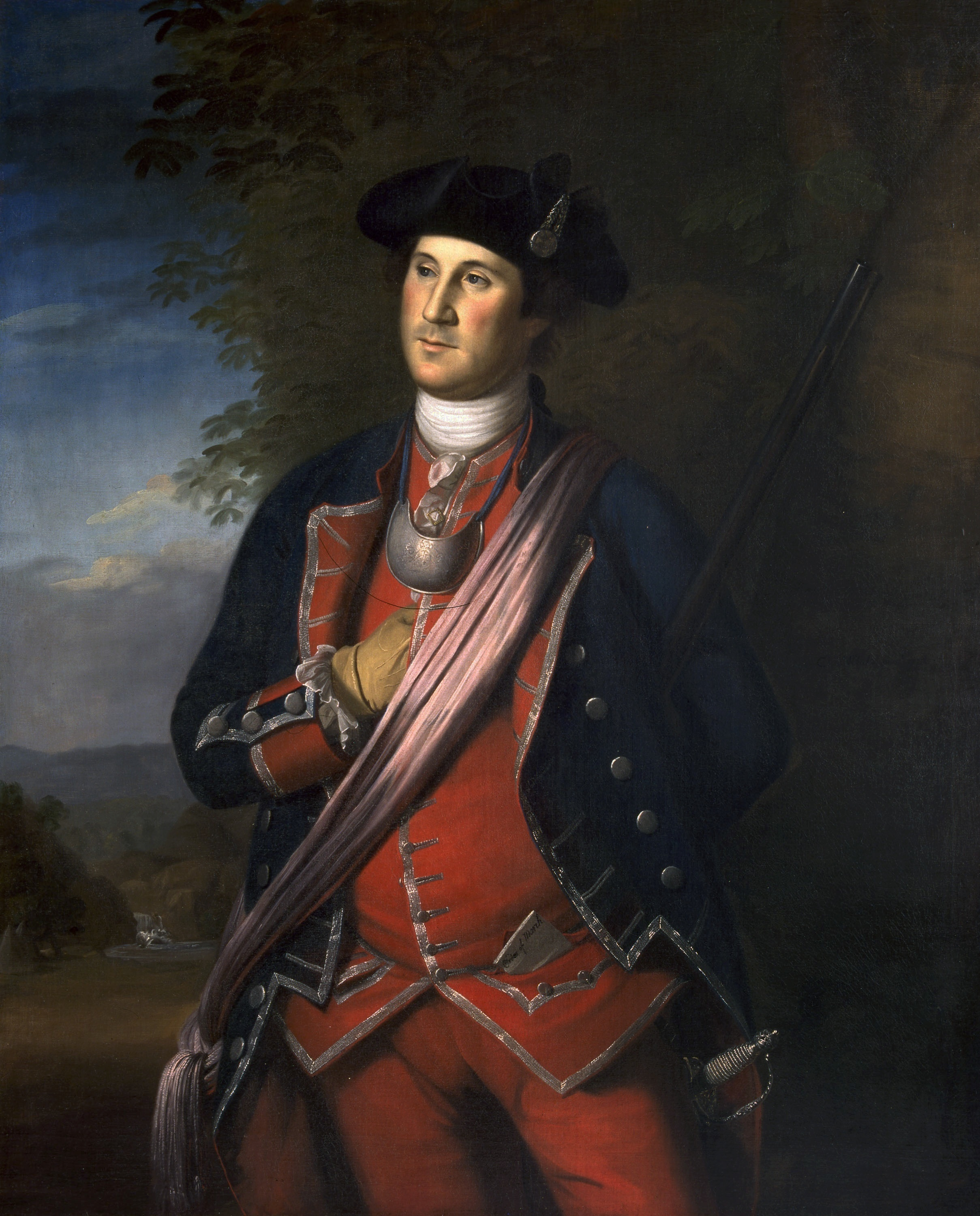
Bức tranh vẽ năm 1772 của Peale mô tả Washington trong cấp bậc đại tá của Trung đoàn Virginia. Đây là chân dung xưa nhất của Washington mà người ta biết đến

Thống đốc Dinwiddie thăng chức Washington năm 1755 lên cấp bậc "Đại tá Trung đoàn Virginia và Tổng tư lệnh tất cả các lực lượng được tuyển mộ để bảo vệ Thuộc địa của Nhà vua" và giao phó cho ông nhiệm vụ bảo vệ biên cương Virginia. Trung đoàn Virginia là đơn vị quân sự toàn thời gian đầu tiên của người Mỹ tại các thuộc địa (đối ngược lại là các đơn vị chính quy người Anh và các đơn vị địa phương quân người Mỹ bán thời gian). Washington được lệnh "hành động tự vệ hay phản công" bất cứ khi nào ông nghĩ là tốt nhất. Trong lúc làm tư lệnh của một ngàn binh sĩ, Washington là một sĩ quan có kỉ luật, luôn chú trọng vào việc huấn luyện. Ông lãnh đạo các binh sĩ của mình trong những chiến dịch tàn bạo chống người bản thổ Mỹ tại miền Tây; trong 10 tháng, các đơn vị thuộc trung đoàn của ông đã đánh 20 trận, và mất khoảng 1/3 quân số. Những nỗ lực chiến tranh hăng say của Washington có ý nghĩa quan trọng rằng dân chúng ở biên cương của Virginia chịu đựng thiệt hại ít hơn so với các thuộc địa khác; Ellis kết luận rằng "đây là thành công không được nhắc đến duy nhất của ông" trong cuộc chiến.
Năm 1758, Washington tham gia vào cuộc viễn chinh Forbes nhằm chiếm Đồn Duquesne. Ông sượng sùng vì một vụ đánh nhầm khi đơn vị của ông và một đơn vị Anh tưởng lầm nhau là người Pháp và nổ súng. Kết quả có 14 người chết và 26 người bị thương trong vụ đó. Washington không tham dự vào bất cứ trận đánh lớn nào khác trong cuộc viễn chinh đó. Người Anh ghi được một chiến thắng chiến lược lớn bằng việc giành quyền kiểm soát Thung lũng Ohio khi người Pháp rút bỏ đồn. Theo sau cuộc viễn chinh, Washington từ chức khỏi Trung đoàn Virginia vào tháng 12 năm 1758. Ông không trở về đời sống quân nhân cho đến khi cuộc cách mạng bùng nổ vào năm 1775.

### Những bài học đã nghiệm qua
Tuy Washington chưa bao giờ được vào biên chế lục quân Anh mà ông mong ước nhưng trong những năm tháng chiến tranh đó, người thanh niên này đã tích lũy những kỹ năng về lãnh đạo, chính trị và quân sự quý giá. Ông luôn tiếp cận quan sát các chiến thuật quân sự của người Anh, nắm bắt và hiểu rõ các điểm yếu và điểm mạnh của người Anh. Điều này đã được chứng minh là vô giá trong suốt cuộc Cách mạng Mỹ sau này. Ông chứng tỏ là một người can đảm và kiên cường trong những tình huống cực kỳ khó khăn nhất trong đó có các vụ tai biến và tháo lui. Ông đã phát triển ra một phong cách chỉ huy: đem hết sức lực, khả năng chịu đựng và sự dũng cảm của mình vào trận chiến. Đối với các chiến sĩ của mình, ông xuất hiện như một vị chỉ huy tự nhiên và họ tuyệt đối tuân lệnh ông mà không thắc mắc điều gì. Washington học cách tổ chức, huấn luyện và kỷ luật các đơn vị trung đoàn và đại đội của mình. Qua đọc sách, quan sát và các cuộc trò chuyện với những sĩ quan nghiệp vụ, ông học được những căn bản về chiến thuật chiến trường cũng như hiểu rõ các vấn đề tổ chức và tiếp vận. Ông hiểu biết tổng thể về chiến lược, đặc biệt là việc tìm ra những địa điểm địa lý chiến lược. Sử gia Ron Chernow có ý kiến rằng vì Washington chán nản khi thương nghị với các viên chức chính phủ trong suốt cuộc xung đột nên ông đã tán thành những lợi ích của một chính phủ quốc gia mạnh mẽ với một cơ quan hành chính mạnh mẽ để có thể đạt được kết quả; các sử gia khác có chiều hướng gán ghép ông có thái độ này đối với chính phủ khi ông phục vụ Chiến tranh Cách mạng Mỹ sau này. Ông nảy sinh một ý tưởng rất tiêu cực về giá trị của địa phương quân. Coi họ có vẻ không đáng tin cậy, rất bất kỉ luật, và chỉ phục vụ rất ngắn hạn khi so sánh với quân chính quy. Mặt khác, kinh nghiệm chỉ huy của ông có giới hạn nhiều nhất là 1 ngàn binh sĩ và chỉ ở những địa hình biên cương xa xôi khắc hẳn với những tình thế đô thị mà ông đối diện trong suốt cuộc cách mạng ở các thành phố Boston, New York, Trenton và Philadelphia.

## Thời kỳ giữa các cuộc chiến tranh: ởMount Vernon(1759–1774)

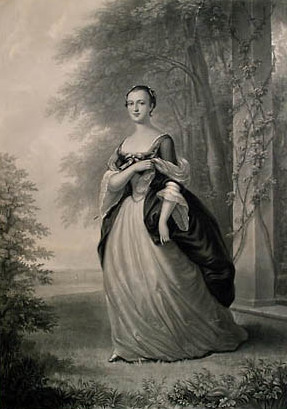
Một bức tranh được in lại mang hình ảnh Martha Washington, dựa theo bức họa năm 1757 của họa sĩ John Wollaston

Ngày 6 tháng 1 năm 1759, Washington kết hôn với một góa phụ giàu có tên Martha Dandridge Custis. Các bức thư còn sót lại cho thấy rằng ông có thể đang yêu Sally Fairfax, vợ của một người bạn vào lúc đó. Dù vậy, George và Martha rất xứng đôi vì Martha thông minh, duyên dáng, và có kinh nghiệm điều hành một đồn điền có nô lệ phục vụ. Cả hai cùng nuôi hai đứa con của bà với người chồng quá cố là John Parke Custis và Martha Parke Custis, được gia đình gọi thân mật là "Jackie" và "Patsy". Sau đó gia đình Washington nuôi hai trong số các cháu của bà Washington là Eleanor Parke Custis và George Washington Parke Custis. George và Martha Washington không có con cái chung — căn bệnh đậu mùa của ông vào năm 1751 có thể đã khiến cho ông không thể có con. Vì kiêu hãnh nên Washington không thể nào thừa nhận rằng minh không thể có con nhưng lúc riêng tư ông cảm thấy chán nản vì không thể có con. Cặp vợ chồng mới cưới dời về Mount Vernon gần Alexandria nơi ông sống cuộc đời của một người trồng trọt và một khuôn mặt chính trị.
Cuộc hôn nhân của Washington với Martha đã làm gia tăng tài sản và địa vị xã hội của ông rất lớn lao. Ông trở thành một trong số những người giàu có nhất Virginia. Ông được một phần ba trong số 18.000 mẫu Anh (73 km²) điền sản của gia đình vợ ngay sau khi kết hôn, đáng giá khoảng $100.000 và quản lý phần điền sản còn lại cho con của Martha, những đứa con riêng của vợ mà ông chân thành chăm sóc. Ông thường mua thêm đất và cũng được cấp phát đất ở vùng bây giờ là Tây Virginia như là tặng phẩm dành cho công lao phục vụ Chiến tranh chống người bản thổ và Pháp. Vào năm 1775, Washington tăng gấp đôi diện tích của Mount Vernon lên 6.500 mẫu Anh (26 km²) và tăng số lao động nô lệ ở đó lên trên 100 người. Vì là một anh hùng quân sự được nể trọng và một chủ đất lớn nên ông có chức vị tại địa phương và được bầu vào nghị viện tỉnh Virginia bắt đầu vào năm 1758.

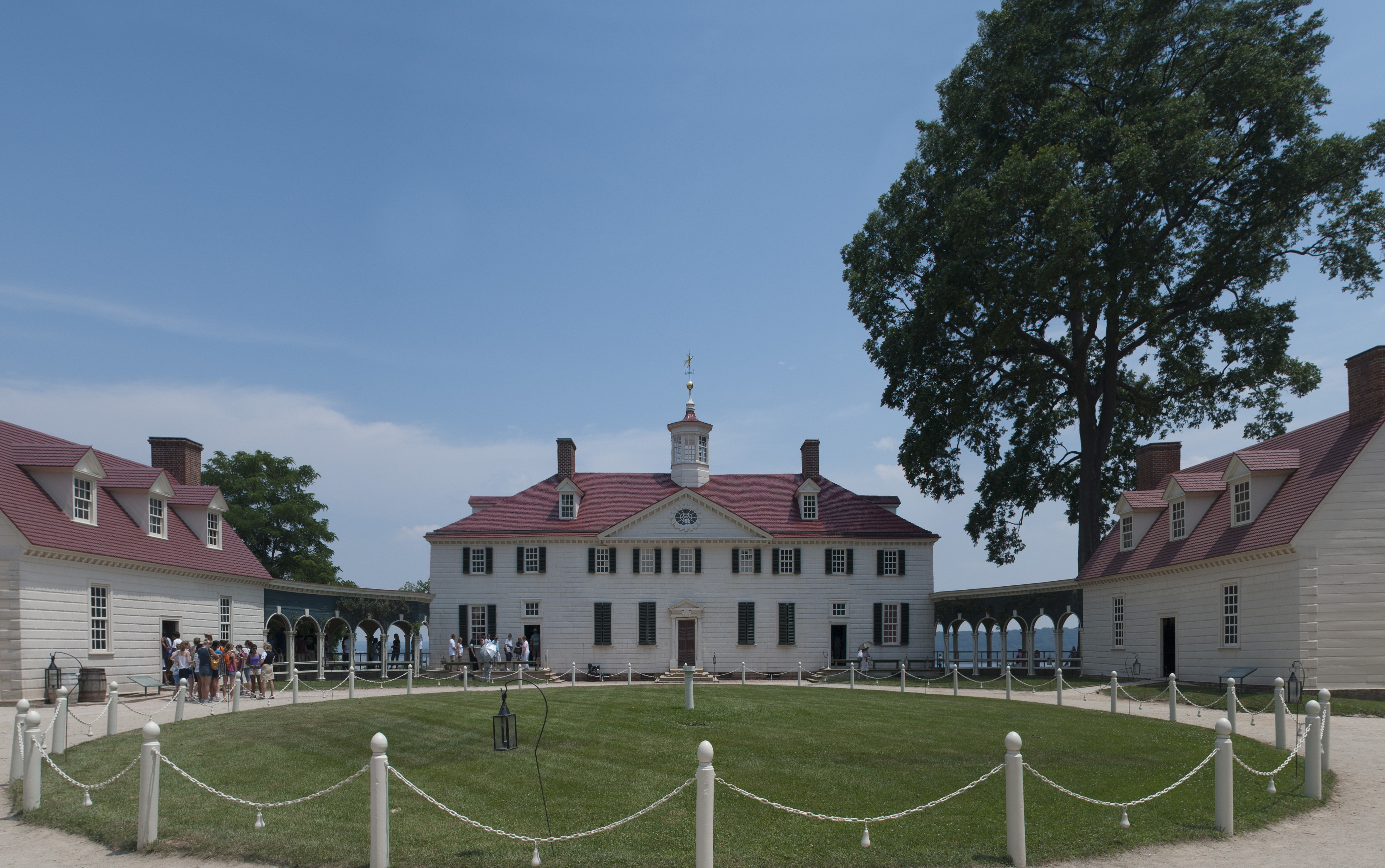
Washington mở rộng ngôi nhà tại Mount Vernon sau khi kết hôn

Washington có lối sống quý tộc — săn cáo là một hoạt động nhàn rỗi ưa thích của ông. Ông cũng thích đi khiêu vũ và họp hội, ngoài ra còn có đi xem kịch, đua, và đá gà. Washington cũng được biết có chơi bài, backgammon và bi da. Giống như đa số các nhà trồng trọt, ông nhập cảng những đồ dùng xa xỉ và hàng hóa khác từ Anh và trả tiền cho hàng hóa bằng xuất cảng thuốc lá mà ông trồng. Chi tiêu quá độ và sự không lường trước về thị trường thuốc lá đồng nghĩa với việc nhiều nhà trồng trọt ở Virginia vào thời Washington mất tiền. (Chẳng hạn như Thomas Jefferson qua đời với nợ nần chồng chất.)
Washington bắt đầu cứu mình khỏi nợ bằng cách kinh doanh đa dạng và chú ý hơn đến công việc làm của mình. Năm 1766, ông thay đổi mùa vụ chính sinh lợi của Mount Vernon từ thuốc lá sang lúa mì. Lúa mì có thể bán được tại Mỹ, và làm nhiều thứ hoạt động kinh doanh khác trong đó có nhà máy làm bột mì, nuôi cá, nuôi ngựa, dệt vải. Patsy Custis (con gái riêng của vợ ông) mất năm 1773 vì động kinh giúp cho Washington trả hết nợ cho những chủ nợ người Anh vì phân nửa tài sản của Patsy được đưa sang cho ông.
Là người trồng trọt thành công, ông trở thành một lãnh đạo trong giới thượng lưu xã hội tại Virginia. Từ năm 1768 đến năm 1775, ông mời khoảng 2000 khách mời đến điền sản Mount Vernon của mình, đa số là những người được ông xem là "người có đẳng cấp". Đối với những người không có địa vị cao trong xã hội, lời khuyên của ông là "đối xử với họ lịch sự" nhưng "hãy giữ họ ở một tầm xa thích hợp vì khi họ càng quen biết mình thì đồng lúc bạn mất quyền lực đối với họ". Năm 1769, ông trở nên tích cực hoạt động chính trị, đệ trình lên nghị viện Virginia đạo luật cấm nhập cảng hàng hóa từ Vương quốc Anh.
Năm 1754 Phó thống đốc Dinwiddie có hứa ban tặng đất đai cho các binh sĩ và sĩ quan tình nguyện phục vụ trong cuộc Chiến tranh chống người bản thổ và Pháp. Washington nhiều năm cố tìm cách nhận lấy số đất đai được hứa cấp cho ông và binh sĩ của ông. Cuối cùng thì Thống đốc Norborne Berkeley cũng thực hiện lời hứa từ năm 1769-1770. Washington nhận được 23.200 mẫu Anh gần nơi mà dòng chảy của sông Kanawha đổ vào sông Ohio, hiện nay là Tây Virginia.

## Cách mạng Mỹ (1775–1787)
Tuy ông bày tỏ sự chống đối Đạo luật Tem thuế 1765 (Stamp Act 1765), một đạo luật thuế áp đặt trực tiếp đầu tiên đối với các thuộc địa Bắc Mỹ nhưng ông đã không đóng một vai trò lãnh đạo trong cuộc phản kháng càng ngày gia tăng của các thuộc địa cho đến khi có các cuộc phản đối chống các đạo luật Townshend (được thông qua năm 1767) trở nên lan rộng. Tháng 5 năm 1769, Washington giới thiệu một đề nghị, được bạn của ông là George Mason thảo ra, kêu gọi thuộc địa Virginia tẩy chay hàng hóa của Anh cho đến khi nào các đạo luật này bị bãi bỏ. Quốc hội Vương quốc Anh bãi bỏ các đạo luật Townshend năm 1770. Tuy nhiên, Washington xem việc thông qua Các đạo luật bất khoan dung (intolerable acts) năm 1774 như là "một sự xâm lấn quyền lợi và đặc quyền của chúng ta". Tháng 7 năm 1774, ông chủ tọa phiên họp trong đó "các giải pháp Fairfax" được thông qua, kêu gọi triệu tập một Quốc hội Lục địa cùng với nhiều việc khác nữa. Vào tháng 8 năm đó, Washington tham dự Hội nghị đầu tiên của Virginia trong đó ông được bầu làm một đại biểu đại diện cho Virginia tại Đệ nhất Quốc hội Lục địa.

### Tổng tư lệnh

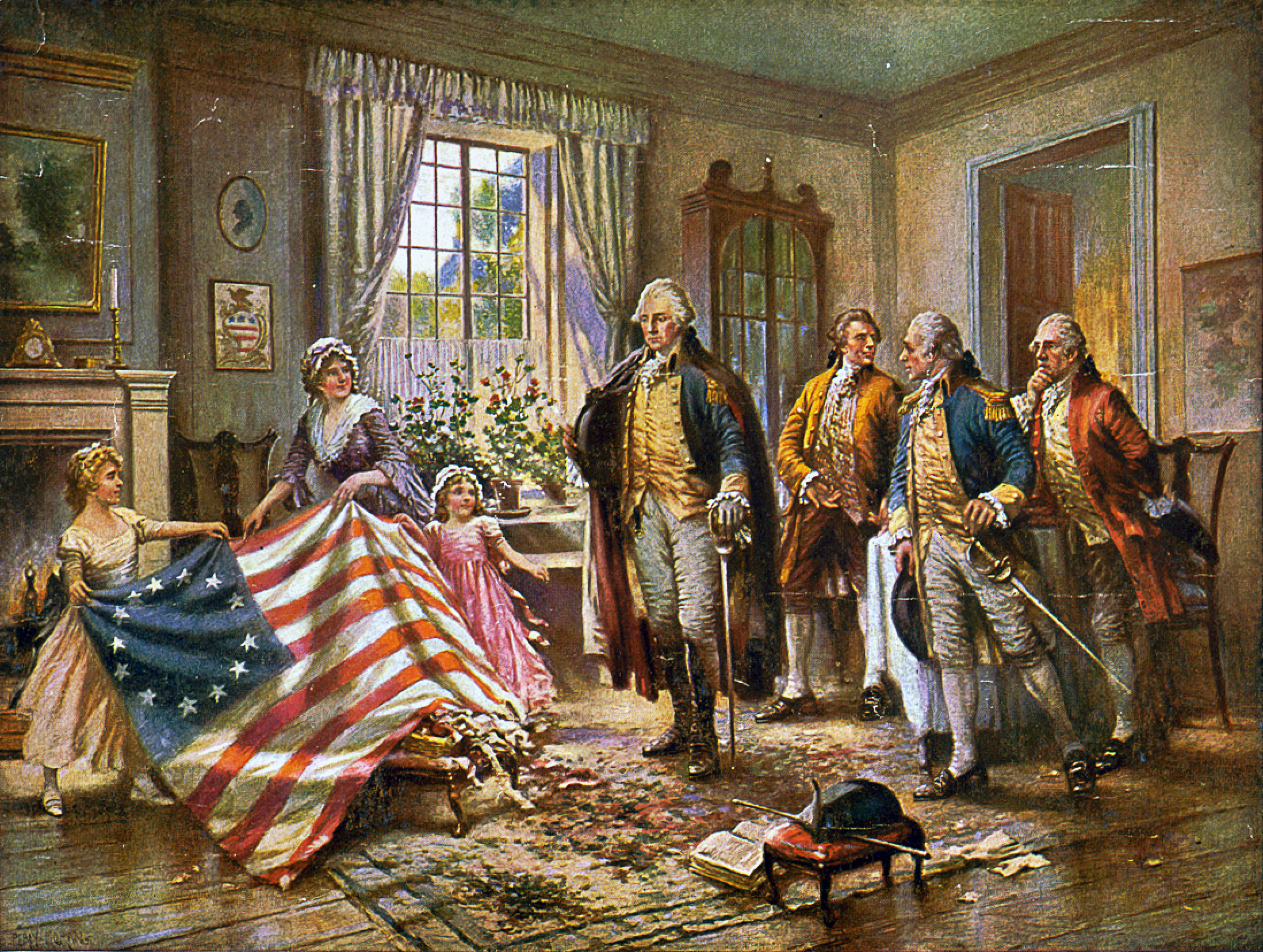
Tranh vẽ Betsy Ross trình bày lá cờ mới của Mỹ với George Washington (Tranh vẽ của Edward Percy Moran. năm 1917)

Sau các trận đánh tại Lexington và Concord gần thành phố Boston vào tháng 4 năm 1775, tất cả các thuộc địa đều tham chiến. Washington xuất hiện tại Đệ nhị Quốc hội Lục địa trong quân phục, chứng tỏ rằng ông đã sẵn sàng cho chiến tranh. Washington có thanh thế, kinh nghiệm quân sự, sức thu hút, từng là một lãnh đạo quân sự và được người ta biết đến như là một người yêu nước cao độ. Là một thuộc địa lớn nhất trong số 13 thuộc địa và nằm ở miền Nam, Virginia đáng được công nhận. Tân Anh, nơi chiến tranh khởi sự, cảm thấy rằng họ cần có sự ủng hộ cần thiết của miền Nam. Washington bày tỏ rõ thái độ của mình là không muốn tìm cách làm tư lệnh, và ông có nói rằng ông không xứng với chức vụ đó nhưng chẳng có ai thật sự muốn tranh chức vụ này. Quốc hội Lục địa thành lập Lục quân Lục địa vào ngày 14 tháng 6 năm 1775. Được John Adams của thuộc địa Massachusetts đề cử, Washington sau đó được bổ nhiệm làm thiếu tướng và tổng tư lệnh.
Washington có ba vai trò trong cuộc chiến tranh. Năm 1775-77, và lần nữa vào năm 1781 ông lãnh đạo binh sĩ của mình đánh nhau với các lực lượng chính của Anh. Tuy ông thua nhiều trận nhưng ông chưa bao giờ ra lệnh cho quân đội mình đầu hàng trong suốt cuộc chiến tranh. Ông tiếp tục chiến đấu không nao núng chống người Anh cho đến khi chiến tranh kết thúc. Phối hợp với Quốc hội Lục địa, ông hoạch định toàn bộ chiến lược chiến tranh.
Thứ hai, ông đứng ra tổ chức và huấn luyện lục quân. Ông tuyển mộ quân chính quy và giao nhiệm vụ cho tướng von Steuben, một chuyên gia quân sự người Đức, huấn luyện họ. Ông không nhận trách nhiệm đối với nguồn tiếp liệu mà lúc nào cũng thiếu hụt nhưng ông luôn làm áp lực với Quốc hội và các tiểu bang cung cấp nhu yếu phẩm. Washington có tiếng nói quan trọng trong việc chọn lựa các tướng lãnh tư lệnh và trong việc hoạch định chiến lược cơ bản của họ. Những thành tựu của ông thì hỗn tạp vì một số người mà ông chọn lựa lại chưa bao giờ giỏi về thuật chỉ huy. Dần dần ông tìm được các sĩ quan có khả năng như tướng Nathaniel Greene, và tham mưu trưởng của ông là Alexander Hamilton. Các sĩ quan Mỹ không bao giờ đạt trình độ tương bằng với các đối thủ người Anh của họ trong chiến thuật và tác chiến. Dần dần họ thua phần lớn các trận đánh đã chọn địa điểm trước (pitched battles). Các thành công lớn tại Boston (1776), Saratoga (1777) và Yorktown (1781) xảy ra khi quân cách mạng gài bẫy dụ quân Anh ra xa khỏi căn cứ có nhiều quân số để dễ dàng tiêu diệt quân Anh hơn.
Thứ ba và quan trọng nhất, Washington là hiện thân của cuộc kháng chiến vũ trang chống Vương miện - ông là người đại diện của cuộc Cách mạng. Tầm vóc to lớn và tài năng chính trị của ông đã khiến cho Quốc hội Lục địa, lục quân, người Pháp, địa phương quân và các tiểu bang đều hướng về một mục tiêu chung. Bằng việc tự nguyện từ chức và giải ngũ lục quân của mình sau khi chiến tranh kết thúc thắng lợi, ông vĩnh viễn thiết lập ra nguyên tắc dân sự là trên hết trong quân vụ. Và còn nữa, ông thường luôn lặp lại quan điểm rằng các binh sĩ nhà nghề có kỉ luật tốt thì luôn hơn hẳn gấp đôi những binh sĩ tự nguyện nhưng vô kỉ luật. Các binh sĩ nhà nghề như thế sẽ giúp người ta bỏ đi ý tưởng ngờ vực đối với một quân đội hiện dịch.

### Chiến thắng tại Boston
Washington nhận lại chức vụ tư lệnh Lục quân Lục địa tại chiến trường Cambridge, Massachusetts vào tháng 7 năm 1775 trong lúc cuộc bao vây thành phố Boston đang tiếp diễn. Nhận thấy quân của mình thiếu hụt thuốc súng trầm trọng nên Washington yêu cầu xin thêm nguồn tiếp tế mới. Quân Mỹ đột kích những kho thuốc súng của Anh trong đó có một số kho nằm trong vùng Caribbe, và cũng họ tự tìm cách sản xuất ra một số. Quân Mỹ nhận nguồn tiếp tế gần như vừa đủ (khoảng 2,5 triệu cân Anh) vào cuối năm 1776, phần lớn là từ Pháp. Washington tái tổ chức lục quân trong suốt cuộc bao vây kéo dài, và buộc quân Anh rút lui bằng pháo binh đặt trên điểm cao Dorchester Heights nhìn xuống thành phố. Quân Anh rút chạy khỏi Boston vào tháng 3 năm 1776 và Washington di chuyển quân đến Thành phố New York.
Tuy rất khinh thường đa số những người yêu nước Mỹ nhưng báo chí Anh luôn ca ngợi phẩm chất và tính cách cá nhân của Washington trong vai trò một tư lệnh quân sự. Những bài báo này được xem là rất bạo vì Washington là tướng quân thù địch đang lãnh đạo một quân đội theo đuổi một mục tiêu mà nhiều người Anh tin rằng sẽ hủy hoại Đế quốc Anh.

### Bại trận tại Thành phố New York và chiến thuật Fabius
Tháng 8 năm 1776, tướng Anh là William Howe mở một chiến dịch hải bộ lớn nhằm mục đích chiếm thành phố New York. Lục quân Lục địa dưới quyền của Washington giao chiến với kẻ thù lần đầu tiên trong vai trò là một lục quân của Hiệp chủng Quốc mới độc lập tại trận Long Island, trận đánh lớn nhất trong toàn bộ cuộc chiến tranh này. Người Mỹ ít quân số hơn nhiều so với lực lượng Anh. Nhiều binh sĩ Mỹ đào ngũ, và Washington bị đại bại. Dần sau đó, Washington bị buộc phải tháo lui qua sông East vào ban đêm. Ông làm vậy mà không có tổn thất về nhân mạng cũng như trang bị. Washington rút lui về phía bắc khỏi thành phố để tránh bị bao vây, tạo cơ hội cho tướng Howe tấn công và chiếm đồn Washington vào ngày 16 tháng 1 với số tử thương cao cho Lục quân Lục địa. Washington sau đó rút lui ngang New Jersey; tương lai của Lục quân Lục địa bị ngờ vực vì lệnh nhập ngũ hết hạn và một loạt những cuộc bại trận. Vào đêm 25 tháng 12 năm 1776, Washington quay trở lại tấn công bất ngờ vào một tiền đồn của quân Hessian (quân đánh thuê người Đức trong thế kỷ 18) tại tây New Jersey. Ông dắt lục quân của mình vượt sông Delaware để bắt sống gần 1.000 binh sĩ Hessian tại Trenton, New Jersey. Sau chiến thắng của mình tại Trenton, Washington ghi thêm một chiến thắng khác chống quân chính quy Anh tại Princeton vào đầu tháng 1. Quân Anh rút lui trở về Thành phố New York và vùng phụ cận thành phố và họ chiếm giữ ở đó cho đến khi hiệp định hòa bình năm 1783. Các chiến thắng của Washington đã nhấn chìm chiến lược "củ cà-rốt và cây gậy" của người Anh - phô trương lực lượng mạnh rồi khuyến dụ với các ngôn từ rộng lượng. Người Mỹ quyết không thương thuyết điều gì cả ngoài độc lập. Những chiến thắng này tự nó không đủ bảo đảm chiến thắng sau cùng của phe yêu nước tuy nhiên nhiều binh sĩ đã không tái đầu quân hoặc có nhiều người đào ngũ trong mùa đông ác nghiệt. Washington và Quốc hội tái tổ chức lục quân bằng việc gia tăng tưởng thưởng cho binh sĩ ở lại trong quân ngũ và cũng gia tăng hình phạt cho những ai đào ngũ. Việc này có hiệu quả làm tăng quân số cho các trận chiến sau cuối.
Các sử gia vẫn còn tranh luận rằng có phải chăng Washington thích chọn chiến lược Fabius để gây hoang mang cho quân Anh bằng các cuộc tấn công nhanh và sắc bén rồi sau đó rút lui để lục quân to lớn hơn của Anh không thể bắt được ông hay ông thích chọn đánh những trận chiến lớn. Trong khi tư lệnh miền Nam của ông là Greene sử dụng các chiến thuật Fabius vào những năm 1780-81 thì Washington chỉ dùng các chiến thuật này vào mùa thu năm 1776 đến mùa xuân năm 1777 sau khi để mất thành phố New York và nhìn thấy phần lớn lục quân của ông tan rã. Trận Trenton và Princeton là hai thí dụ về chiến thuật Fabius. Tuy nhiên vào mùa hè năm 1777, sau khi Washington đã tái lập sức mạnh và sự tự tin, ông ngưng dùng các trận đột kích và sẵn sàng các trận đối đầu có tầm cỡ lớn, thí dụ như các trận ở Brandywine, Germantown, Monmouth và Yorktown.

### Các chiến dịch năm 1777
Cuối mùa hè năm 1777, lực lượng Anh dưới sự chỉ huy của John Burgoyne đưa một quân đoàn xâm nhập lớn từ Quebec xuống phía Nam với ý định cắt đứt vùng Tân Anh nổi loạn. Tướng Anh là Howe tại New York đưa quân đoàn của ông về hướng nam đến Philadelphia thay vì lên phía trên sông Hudson để họp mặt với quân của Burgoyne gần Albany. Đây là một lỗi lầm chiến lược lớn đối với quân Anh. Washington liền vội vã tiến về Philadelphia để giáp chiến Howe trong khi đó theo dõi sát hành động trên vùng thượng bang New York. Trong các trận đánh giáp mặt quá phức tạp cho các binh sĩ tương đối không kinh nghiệm, quân của Washington bị đánh bại. Trong trận Brandywine ngày 11 tháng 9 năm 1777, chiến thuật của Howe hơn hẳn Washington. Kết quả là Howe hành quân vào thủ đô Mỹ vào lúc đó là Philadelphia mà không gặp sự phản kháng nào ngày 26 tháng 9. Quân của Washington tấn công bất thành quân đồn trú của Anh tại Germantown đầu tháng 10. Trong lúc Burgoyne ở ngoài tầm giải cứu của Howe nên bị vây bủa và buộc phải ra lệnh toàn bộ quân đoàn của mình đầu hàng tại Saratoga, New York. Đây là một điểm quay chính cả về mặt quân sự và ngoại giao. Pháp phản ứng việc Burgoyne bại trận bằng cách tham chiến, công khai liên minh với Mỹ và biến cuộc Chiến tranh Cách mạng thành một cuộc chiến tranh lớn có tầm cỡ thế giới. Việc Washington để mất Philadelphia đã khiến cho một số thành viên Quốc hội Mỹ thảo luận về việc tước quyền tư lệnh của Washington. Nỗ lực này bị thất bại sau khi những người ủng hộ Washington tề tựu ủng hộ đằng sau ông.

### Valley Forge
Lục quân gồm 11 ngàn binh sĩ của Washington đến đóng quân mùa đông tại Valley Forge nằm ở phía bắc Philadelphia vào tháng 12 năm 1777. Trong khoảng thời gian 6 tháng, con số người chết trong trại lên đến hàng ngàn người (đa số do bệnh tật), theo các ước tính của các sử gia thì con số người chết có từ 2000 đến 2500 thậm chí lên đến trên 3000 binh sĩ. Tuy nhiên, đến mùa xuân, lục quân lộ diện từ Valley Forge trong đội hình tốt một phần nhờ vào một chương trình huấn luyện tầm cỡ do Baron von Steuben, một cựu chiến binh của bộ tổng tham mưu Phổ. Người Anh rút bỏ Philadelphia về New York năm 1778 bị Washington theo dõi. Washington liền tấn công họ tại Monmouth. Đây là một trận đánh không phân thắng bại và là một trong các trận đánh lớn nhất trong cuộc chiến tranh. Sau cùng, người Anh tiếp tục hướng về New York, và Washington di chuyển quân của mình ra khỏi New York.

### Chiến thắng tại Yorktown
Mùa hè năm 1779, theo chỉ thị của Washington, Tướng John Sullivan thực hiện một chiến dịch tiêu thổ tàn phá ít nhất 40 ngôi làng của người bản thổ Iroquois trong khắp vùng mà ngày nay là trung và thượng tiểu bang New York; người bản thổ ở trong vùng này là đồng minh của Anh. Họ thường đột kích các khu định cư Mỹ trong vùng biên cương. Tháng 7 năm 1780, 5.000 binh sĩ thuộc cựu chiến binh Pháp, do Tướng Comte Donatien de Rochambeau chỉ huy, đến Newport, Rhode Island để trợ giúp nỗ lực chiến tranh của người Mỹ. Nhờ sự trợ giúp tài chính có giá trị khoảng $20.000 bằng vàng của Pháp cho Lục quân Lục địa, Washington đã thực hiện cú đánh cuối cùng chống người Anh năm 1781 sau khi chiến thắng của người Pháp trong 1 trận hải chiến đã giúp cho các lực lượng Pháp và Mỹ bao vây một quân đoàn Anh tại Virginia. Sự kiện người Anh đầu hàng tại Yorktown vào ngày 17 tháng 10 năm 1781 đã đánh dấu sự chấm dứt chiến sự lớn tại lục địa Bắc Mỹ.

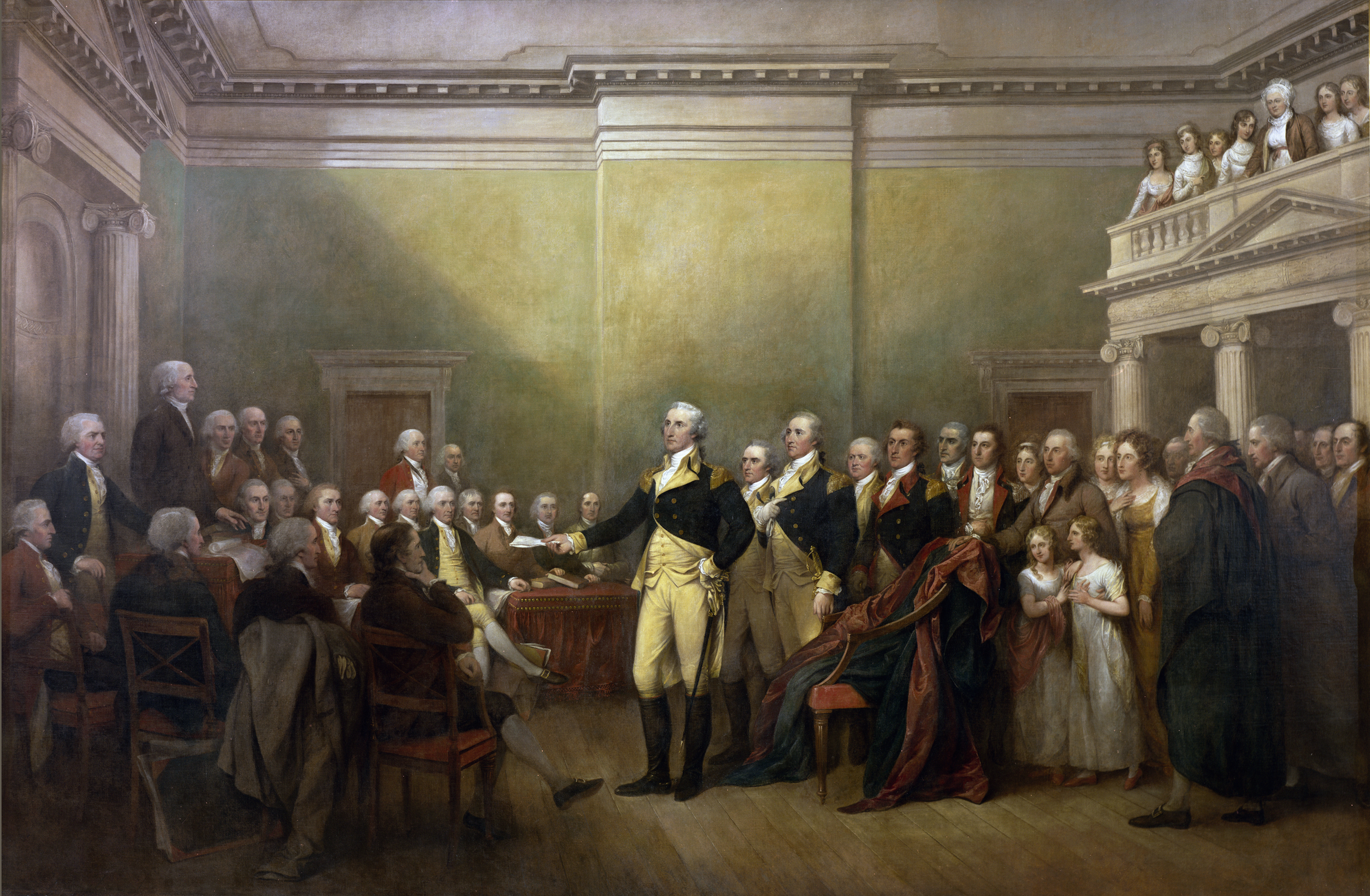
Tranh vẽ của John Trumbull miêu tả cảnh Washington từ chức tổng tư lệnh

### Giải giới
Washington không thể tin rằng sau trận Yorktown người Anh sẽ không tái mở các chiến dịch thù nghịch chống Lục quân Lục địa. Người Anh vẫn còn khoảng 26.000 quân đang chiếm đóng Thành phố New York, Charleston và Savannah cùng với một hạm đội hùng mạnh. Lục quân và hải quân Pháp đã rút đi, vì thế chỉ còn lại người Mỹ tự chống đỡ từ năm 1782-83. Ngân khố Mỹ trống trơn, các binh sĩ không được trả lương ngày càng ngang bướng, gần như đến lúc muốn nổi loạn hoặc có tiềm năng làm đảo chính. Washington giúp tránh bạo loạn trong hàng ngũ các sĩ quan của mình bằng việc can thiệp vào một sự kiện thường gọi là âm mưu Newburgh vào tháng 3 năm 1783. Kết cuộc là Quốc hội đưa ra lời hứa phát tiền thưởng trong 5 năm.
Theo Hiệp định Paris (ký vào tháng 9 năm đó), Vương quốc Anh công nhận nền độc lập của Hoa Kỳ. Washington giải tán lục quân của mình và vào ngày 2 tháng 11, ông đọc một bài diễn văn từ biệt hùng hồn trước binh sĩ.
Ngày 25 tháng 11, người Anh di tản khỏi Thành phố New York. Washington và thống đốc tiếp quản thành phố. Ngày 4 tháng 12, tại Quán rượu Fraunces, Washington chính thức từ biệt các sĩ quan của mình và vào ngày 23 tháng 12 năm 1783, ông từ chức tổng tư lệnh. Sử gia Gordon Wood kết luận rằng hành động vĩ đại nhất trong đời của Washington là việc ông từ chức tổng tư lệnh — một hành động đã làm cho quý tộc châu Âu phải bàng hoàng rúng động. Vua George III đã gọi Washington "nhân vật vĩ đại nhất thời đại" vì hành động này.

## Hội nghị Hiến pháp năm 1787
Cuộc sống hưu trí của Washington ở Mount Vernon chỉ tồn tại ngắn ngủi. Ông thực hiện một chuyến thám hiểm đến biên cương phía Tây vào năm 1784, được thuyết phục tham gia Hội nghị Hiến pháp tại Philadelphia vào mùa hè năm 1787, và được bầu làm chủ tịch Hội nghị này. Ông tham dự ít vào các buổi tranh luận (tuy ông có bỏ phiếu chống hoặc thuận cho nhiều điều khoản khác nhau) nhưng uy tín cao của ông đã giúp ông duy trì quyền lực trong hội nghị và giữ chân các đại biểu tiếp tục làm việc của họ. Trong đầu các đại biểu là muốn lập ra chức tổng thống cho Washington, và họ sẽ cho phép ông định nghĩa chức vụ này một khi ông được bầu. Sau hội nghị, sự ủng hộ của ông đã thuyết phục nhiều người bỏ phiếu thông qua hiến pháp; Hiến pháp mới được tất cả 13 tiểu bang thông qua.

## Giai đoạn làm tổng thống (1789–1797)
Đại cử tri đoàn nhất trí bầu Washington làm vị tổng thống đầu tiên của Hoa Kỳ năm 1789, và lần nữa vào năm 1792; ông là tổng thống duy nhất nhận được 100 phần trăm phiếu đại cử tri. John Adams, người có số phiếu cao tiếp theo sau, được bầu làm Phó tổng thống. Tại buổi lễ nhậm chức, Washington tuyên thệ nhận chức Tổng thống đầu tiên của Hoa Kỳ vào ngày 30 tháng 4 năm 1789 tại Đại sảnh Liên bang trong thành phố New York.
Quốc hội Hoa Kỳ lần thứ nhất biểu quyết trả lương cho Washington $25.000 một năm - đây là một con số lớn vào năm 1789. Washington, đã giàu có vào lúc đó, từ chối nhận lương vì ông coi trọng hình tượng của mình như là một đầy tớ công bất vị kỷ. Tuy nhiên sau đó ông cũng chấp nhận tiền lương vì bị Quốc hội hối thúc để tránh tạo ra một tiền lệ rằng chức vụ tổng thống chỉ được nhìn nhận có giới hạn đến những cá nhân giàu có độc lập, có thể phục vụ mà không cần bất cứ tiền lương nào. Vì nhận biết rằng mọi thứ mà ông làm sẽ tạo nên một tiền lệ sau này nên Washington cẩn thận tham dự buổi lễ nhậm chức một cách trịnh trọng. Ông muốn chắc rằng chức danh và lễ phục phải xứng hợp với nền cộng hòa và không bao giờ mang nét phong kiến châu Âu. Vào lúc cuối, ông thích chức danh "Ngài Tổng thống" hơn là những cái tên gọi uy nghiêm hơn.
Washington chứng tỏ là một người có tài lãnh đạo chính phủ. Là một đại diện xuất chúng, nhà phán đoán lỗi lạc và cá tính, Washington nói chuyện thường xuyên với các lãnh đạo các bộ và lắng nghe lời khuyên cáo của họ trước khi tạo quyết định tối hậu. Khi xử lý công việc chính phủ hàng ngày, ông "rất có hệ thống, trật tự, nhiệt tâm, luôn xin ý kiến của người khác nhưng quả quyết..."
Washington miễn cưỡng phục vụ nhiệm kỳ thứ hai. Ông từ chối ra tranh cử nhiệm kỳ ba và đã tạo ra tiền lệ rằng tổng thống chỉ phục vụ tối đa hai nhiệm kỳ.

### Các vấn đề đối nội
Washington không thuộc một đảng phái chính trị nào và hy vọng rằng các đảng chính trị sẽ không được thành lập vì sợ sự xung đột đảng phái sẽ làm tiêu tan chủ nghĩa cộng hòa. Các cố vấn thân cận nhất của ông lập ra hai phe phái, khởi tạo ra khung sườn cho Hệ thống Đảng phái lần thứ nhất trong tương lai. Bộ trưởng Ngân khố Alexander Hamilton có các kế hoạch liều lĩnh nhằm thiết lập hệ thống tín dụng quốc gia và xây dựng một quốc gia mạnh về tài chính, và ông cũng đã lập ra cơ bản cho đảng Liên bang. Bộ trưởng Ngoại giao Thomas Jefferson, người sáng lập đảng Cộng hòa Jefferson, liên tiếp chống đối chương trình nghị sự của Hamilton nhưng nói chung Washington ưu ái Hamilton hơn là Jefferson. Kết quả, chương trình nghị sự của Hamilton trở thành có hiệu lực.
Đạo luật Dinh cư năm 1790, được Washington ký, cho phép Tổng thống Hoa Kỳ chọn lựa vị trí rõ rệt nào đó để làm nơi thường trực của chính phủ. Vị trí này phải nằm dọc theo sông Potomac. Đạo luật cho phép Tổng thống bổ nhiệm ba ủy viên tiến hành thị sát và tìm cách thu hồi vùng đất để làm thủ đô. Cá nhân Washington trông coi nỗ lực này trong suốt nhiệm kỳ tại chức của mình. Năm 1791, các ủy viên đặt tên cho thủ đô thường trực này là "Thành phố Washington trong Lãnh thổ Columbia" để vinh danh Washington. Năm 1800, Lãnh thổ Columbia trở thành Đặc khu Columbia khi chính phủ liên bang dời về nơi thích hợp theo các điều khoản của Đạo luật Dinh cư.
Năm 1791, Quốc hội áp đặt thuế môn bài lên các loại rượu khiến gây ra các cuộc phản đối nổ ra tại các khu vực biên cương, đặc biệt là tại tiểu bang Pennsylvania. Năm 1794, sau khi Washington ra lệnh những người biểu tình ra trình diện tại tòa án khu vực của Hoa Kỳ thì các cuộc phản đối trở nên bất chấp đối với chính phủ liên bang với quy mô lan rộng, được biết với tên gọi là Cuộc nổi loạn Whiskey. Lục quân liên bang quá nhỏ nhoi không thể dùng đến nên Washington áp dụng Đạo luật Quân sự 1792 để triệu hồi địa phương quân từ các tiểu bang Pennsylvania, Virginia và một số tiểu bang khác đến giúp. Các thống đốc phái binh sĩ đến. Washington tiếp nhận chức tư lệnh và đưa quân vào các khu vực nổi loạn. Những người nổi loạn tự giải tán và không có xung đột nào vì hành động mạnh bạo của Washington đã chứng minh rằng chính phủ mới có thể tự bảo vệ mình. Các sự kiện này đánh dấu lần đầu tiên dưới hiến pháp mới rằng chính phủ liên bang đã sử dụng lực lượng quân sự mạnh để thực thi quyền lực của mình đối với các tiểu bang và công dân.

### Ngoại giao
Năm 1791, chẳng bao lâu sau khi Cách mạng Haiti bùng nổ, theo yêu cầu của người Pháp, chính phủ Washington đồng ý gởi tiền bạc, vũ khí và các đồ tiếp liệu khác đến thuộc địa Saint-Domingue (ngày nay là Haiti) thuộc Pháp để giúp những người thực dân đang hoang mang này. Sự trợ giúp này là một phần trong khoản trả nợ mà Hoa Kỳ thiếu trong Chiến tranh Cách mạng. Con số này dần dần lên đến khoảng $400.000.
Mùa xuân năm 1793, một cuộc chiến tranh lớn nổ ra giữa nước Anh bảo thủ cùng với đồng minh của họ chống nước Pháp cách mạng, mở đầu một thời đại chiến tranh lan rộng khắp châu Âu mãi cho đến năm 1815. Được sự chấp thuận của nội các, Washington tuyên bố nước Mỹ trung lập. Chính phủ cách mạng Pháp phái nhà ngoại giao Edmond-Charles Genêt (được biết đến là công dân Genêt) đến Mỹ. Genêt được chào đón nhiệt liệt tại Mỹ. Ông tuyên truyền cho phía Pháp trong cuộc chiến tranh giữa Pháp và Anh. Với mục đích này, ông giúp đẩy mạnh phát triển một hệ thống gồm nhiều hội Dân chủ ở các thành phố lớn. Ông cấp phát thư ủy quyền tấn công của chính phủ Pháp cho các tàu Pháp được điều khiển bởi thủy thủ đoàn người Mỹ để họ có thể tấn công chiếm dụng các thương thuyền của Anh. Việc này làm cho Washington giận dữ, yêu cầu chính phủ Pháp triệu hồi Genêt về nước. Washington cũng lên án các hội dân chủ.
Hamilton và Washington thảo ra Hiệp định Jay để bình thường hóa quan hệ mậu dịch với Anh, yêu cầu họ rút khỏi các pháo đài ở phía Tây, giải quyết các món nợ tài chính còn sót lại từ thời cách mạng. John Jay là người đứng ra thương thuyết và ký hiệp định này vào ngày 19 tháng 11 năm 1794. Phe phái của Jefferson ủng hộ Pháp và mạnh mẽ công kích hiệp định này. Sự ủng hộ mạnh mẽ của Washington đã vận động được ý dân và đã chứng tỏ có ý nghĩa định đoạt khi hiệp định này được thông qua tại Thượng viện với tỉ lệ 2/3 đa số phiếu cần thiết. Người Anh đồng ý bỏ các pháo đài của họ quanh Ngũ Đại Hồ, sau đó biên giới Hoa Kỳ-Canada được tái điều chỉnh, vô số các món nợ trước cách mạng Mỹ được thanh toán, và người Anh mở cửa các thuộc địa Tây Ấn của mình để giao thương với Mỹ. Quan trọng nhất, hiệp định đã giúp tạm gác lại chiến tranh với Anh và thay vào đó là một thập niên giao thương thịnh vượng với Anh. Hiệp ước này làm người Pháp giận dữ và trở thành một vấn đề trung tâm trong nhiều cuộc tranh cãi chính trị.

### Diễn văn mãn nhiệm

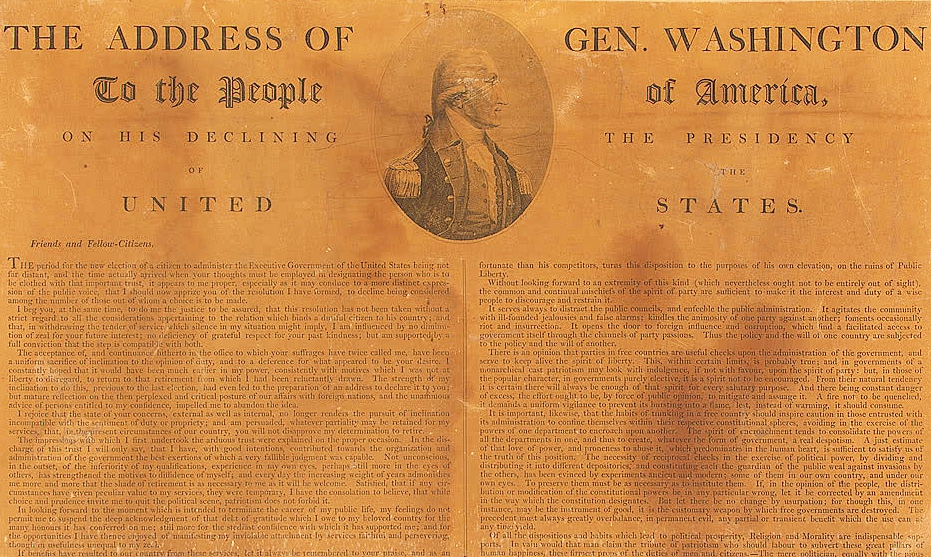
Diễn văn từ biệt của Washington

Bài diễn văn từ biệt của Washington (được công bố trong hình thức một lá thư gởi đến công chúng vào năm 1796) là một trong những lời tuyên bố có sức ảnh hưởng nhất về chủ nghĩa cộng hòa. Lá thư này phần lớn được Washington tự thảo ra cùng với sự giúp đỡ của Hamilton. Lá thư nhắn nhủ về nhu cầu và tầm quan trọng của sự thống nhất quốc gia, giá trị của Hiến pháp Hoa Kỳ và pháp quyền, những độc hại của các đảng phái chính trị và những đức tính đáng quý của một công dân cộng hòa. Ông gọi giá trị đạo đức là "một động cơ cần thiết của chính quyền nhân dân."
Bài diễn văn chính trị gởi công chúng của Washington cảnh báo chống lại sự ảnh hưởng của ngoại quốc trong các vấn đề đối nội và sự can thiệp của Mỹ trong các vấn đề của châu Âu. Ông cảnh báo chống lại chủ nghĩa đảng phái trong nền chính trị quốc nội và kêu gọi mọi người nên vượt ra ngoài đảng phái và phục vụ lợi ích chung. Ông cảnh báo chống lại "những liên minh thường trực với bất cứ phần nào trên thế giới ở ngoại quốc". Ông nói rằng Hoa Kỳ phải tập trung chủ yếu vào những lợi ích của Mỹ. Ông khuyên Hoa Kỳ nên làm bạn và giao thương với tất cả các quốc gia nhưng cảnh báo chống lại sự can thiệp của Mỹ tại các cuộc chiến tranh tại châu Âu hay gia nhập vào các liên minh "vướng bận" dài hạn. Bài diễn văn nhanh chóng ấn định những giá trị Mỹ liên quan đến các vấn đề đối ngoại.

## Về hưu (1797–1799)

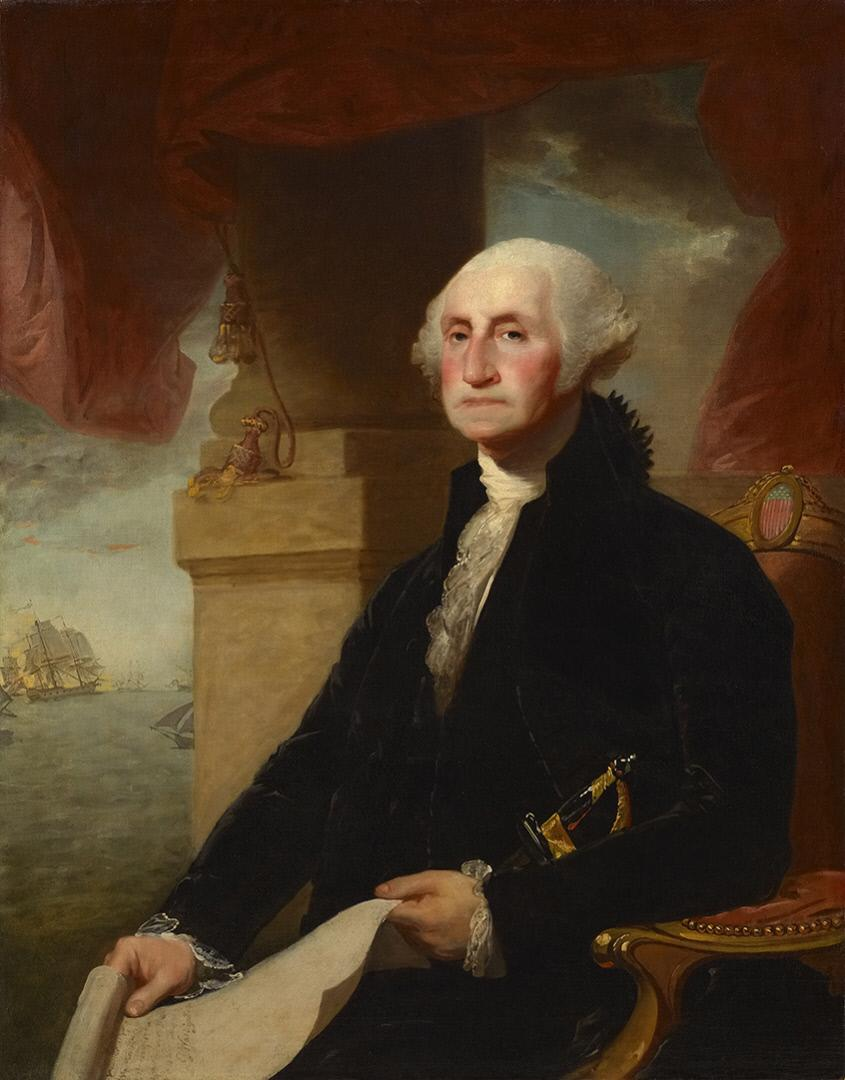
Tranh vẽ George Washington của Gilbert Stuart năm 1797

Sau khi kết thúc nhiệm kỳ tổng thống và về hưu vào tháng 3 năm 1797, Washington quay trở về Mount Vernon với cảm giác rất thoải mái. Ông dành ra nhiều thời gian cho nông trại và nhiều công việc thương mại khác trong đó có xưởng nấu rượu. Xưởng nấu rượu này cho ra lò một mẻ rượu đầu tiên vào tháng 2 năm 1797. Theo Chernow (2010) giải thích, các hoạt động nông trại của ông thì sinh lợi rất tốt đẹp. Những vùng đất xa ở biên cương phía Tây sinh lợi rất ít vì chúng thường bị người bản thổ Mỹ tấn công và những người lập nghiệp sống ở đó không chịu trả tiền thuê đất cho ông. Tuy nhiên đa số người Mỹ mặc định rằng ông thật sự rất giàu có vì "vẻ hào quang thịnh vượng và hùng vĩ" nổi tiếng của nông trại Mount Vernon của ông. Các sử gia ước tính tài sản của ông đáng giá khoảng 1 triệu đô la Mỹ của năm 1799, tương đương khoảng $18 triệu đô la của năm 2009.
Ngày 4 tháng 7 năm 1798, Washington được Tổng thống John Adams ủy nhiệm vào cấp bậc trung tướng và tổng tư lệnh tất cả các quân đoàn lục quân đã được hoặc sẽ được tuyển mộ để phục vụ một cuộc chiến tranh có thể xảy ra trong tương lai với Pháp. Ông phục vụ với tư cách là sĩ quan cao cấp của Lục quân Hoa Kỳ trong khoảng thời gian từ 13 tháng 7 năm 1798 và 14 tháng 12 năm 1799. Ông tham gia vào việc lập kế hoạch cho một lực lượng Lục quân Lâm thời để đối phó với bất cứ tình hình khẩn cấp nào có thể xảy ra nhưng ông không ra trận. Vị tư lệnh đứng thứ hai sau ông, Hamilton, là người trực tiếp lãnh đạo lục quân.

### Qua đời
Thứ năm ngày 12 tháng 12 năm 1799, Washington dành vài tiếng đồng hồ trên lưng ngựa để kiểm tra nông trại của mình bị tuyết rơi, mưa đá và mưa băng - đến chiều tối hôm đó, ông ngồi ăn buổi tối mà không có thay quần áo ướt. Sáng thứ sáu, ông tỉnh giấc thấy đau cổ họng dữ dội (có lẽ viêm họng hay đau thanh quản cấp tính) và cảm thấy càng thêm khan cổ khi ngày trôi qua. Vào khoảng 3 giờ sáng thứ bảy, ông đánh thức vợ ông và nói rằng ông cảm thấy bệnh trong người. Bệnh tình ngày thêm trầm trọng cho đến khi ông mất tại nhà vào khoảng 10h tối thứ bảy ngày 14 tháng 12 năm 1799, thọ 67 tuổi. Lời cuối cùng của ông là "'Tis well" (tạm hiểu là tốt lắm, tôi chết đau đớn nhưng tôi không sợ).
Khắp thế giới, mọi người đều buồn bã vì cái chết của Washington. Napoleon ra lệnh 10 ngày tang lễ khắp nước Pháp; tại Hoa Kỳ, hàng ngàn người vận quần áo tang trong nhiều tháng. Để bảo mật sự riêng tư của họ, Martha Washington đốt hết các thư từ của ông bà viết cho nhau sau khi ông mất. Chỉ còn lại ba lá thư giữa hai người vẫn tồn tại đến ngày nay.

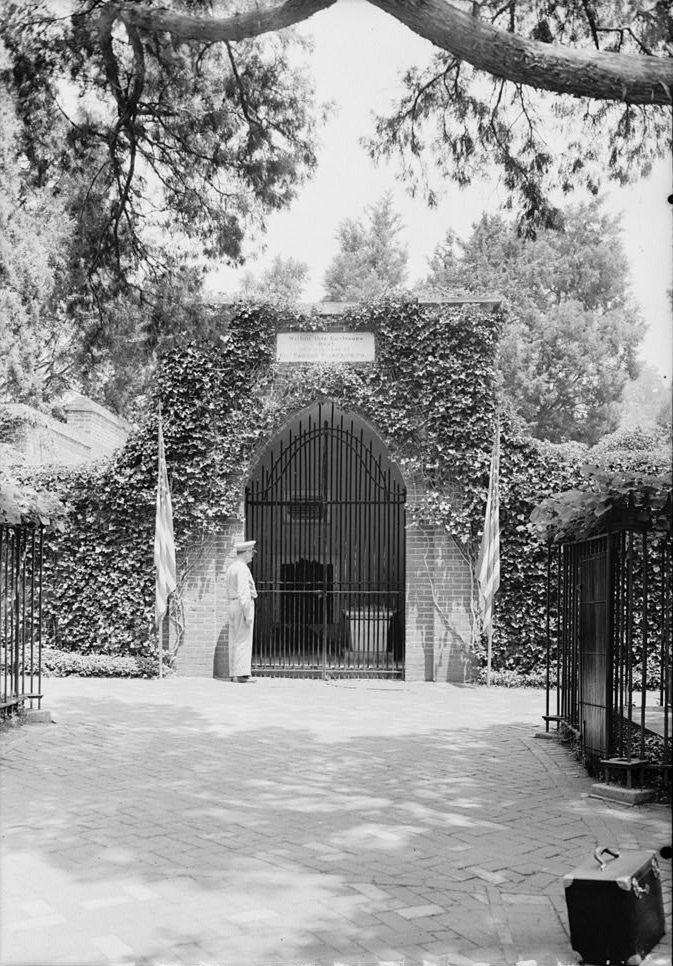
Mộ của Washington ở Mount Vernon, Virginia

Ngày 18 tháng 12 năm 1799, lễ tang được tổ chức tại Mount Vernon. Ông được chôn cất tại nơi đây.
Với sự ủng hộ của vợ ông, Quốc hội Hoa Kỳ thông qua nghị quyết chung nhằm xây một tượng đài bằng cẩm thạch trong Tòa Quốc hội Hoa Kỳ để cất giữ thân xác ông. Tháng 12 năm 1800, Hạ viện Hoa Kỳ đưa một đạo luật chi tiêu khoảng $200.000 để xây dựng lăng mộ hình kim tự tháp có đáy rộng 100 bộ vuông (30 mét vuông). Sự phản đối dự án này từ miền Nam đã đánh bại đạo luật vì người miền Nam cảm thấy để xác của ông tại Mount Vernon là tốt nhất (ông là người từ Virginia, một tiểu bang miền Nam vào thời đó).

Năm 1831, để kỷ niệm sinh nhật lần thứ 100 của ông, một ngôi mộ mới được xây cho ông. Năm đó, có một âm mưu đánh cắp xác của ông đã được thực hiện nhưng được chứng minh là không thành công. Dù vậy, một ủy ban quốc hội chung (ủy ban của cả hai viện lập pháp) vào đầu năm 1832 đã bàn thảo đến việc dời thân thể của Washington ra khỏi Mount Vernon để đưa đến một hầm mộ trong Tòa nhà Quốc hội do Charles Bullfinch xây vào thập niên 1820. Lại thêm một lần nữa, sự chống đối từ miền Nam tỏ ra rất dữ dội, do sự hiềm khích ngày càng sâu rộng giữa miền Nam và miền Bắc. Dân biểu Wiley Thompson của tiểu bang Georgia phát biểu về nỗi lo sợ của người miền Nam khi ông nói: 
| “ | Đưa hài cốt Washington kính yêu của chúng tôi tách rời khỏi nơi có hài cốt thân nhân và tổ tiên của ông từ Mount Vernon và ra xa khỏi tiểu bang nhà của ông để đem đặt trong thủ đô này, và rồi nếu có xảy ra sự tan rã liên bang này, thì hãy xem lúc đó hài cốt của Washington sẽ nằm trên một bến bờ xa lạ so với đất quê hương của ông. | ” |

Điều này làm các cuộc bàn thảo về việc di dời hài cốt của ông chấm dứt, và ông được đưa vào ngôi mộ mới được xây dựng tại đó vào ngày 7 tháng 10 năm 1837 với sự chủ trì của John Struthers từ thành phố Philadelphia. Sau buổi lễ, cửa hầm mộ bên trong được đóng lại và chìa khóa mở ngôi mộ được quăng xuống sông Potomac.

## Di sản
Dân biểu Henry "Light-Horse Harry" Lee, một người bạn chiến đấu của ông thời Chiến tranh Cách mạng Mỹ, nổi tiếng qua những lời lẽ ca ngợi Washington như sau:
William Safire, ed. Lend me your ears: great speeches in history (2004) p. 185

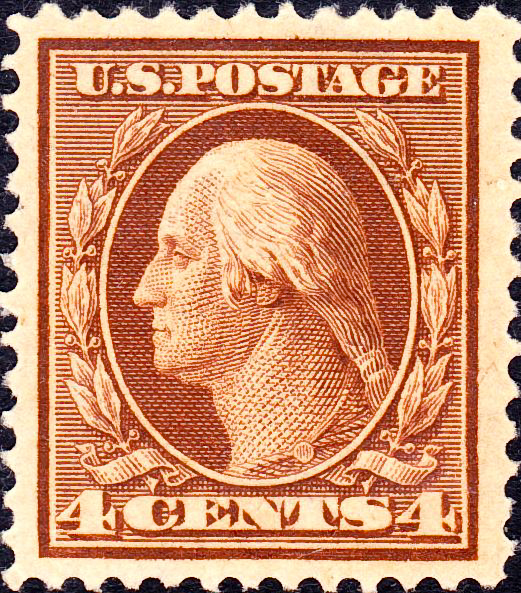
Chân dung Washington năm 1751 của James Sharples được dùng trên con tem phát hành năm 1908,

Lời lẽ ca ngợi của Lee đã tạo ra chuẩn mực mà qua đó danh tiếng vượt bậc của Washington có ấn tượng sâu sắc trong ký ức của người Mỹ. Washington đã tạo ra nhiều tiền lệ cho chính phủ quốc gia, và đặc biệt là cho chức vụ tổng thống. Ông được gọi là "cha già dân tộc" bắt đầu kể từ năm 1778. Sinh nhật của Washington (được chào mừng trong ngày Lễ Tổng thống), là một ngày nghỉ lễ liên bang tại Hoa Kỳ.
Trong năm chào mừng "Hoa Kỳ 200 năm", George Washington được vinh thăng lên cấp bậc Đại thống tướng theo nghị quyết chung của Quốc hội Hoa Kỳ (xin xem Công luật 94-479), được thông qua vào ngày 19 tháng 1 năm 1976, có hiệu lực vào ngày 4 tháng 7 năm 1976. Hành động này đã nâng vị trí của Washington lên thành vị sĩ quan quân sự cao cấp nhất trong lịch sử Hoa Kỳ.

### Cây Cherry
Những câu chuyện mơ hồ về tuổi thơ của Washington gồm có câu chuyện cho rằng ông đánh lướt một đô la bằng bạc chạy băng qua sông Potomac ở Mount Vernon và rằng ông đốn ngã cây cherry của cha ông, và thừa nhận hành vi này khi bị tra hỏi; "Con không thể nói dối, ba à". Giai thoại này lần đầu tiên được Parson Weems, người chuyên viết tiểu sử, tường thuật. Ông này đã phỏng vấn những người biết Washington lúc nhỏ. Phiên bản câu chuyện từ Weems được in ấn rộng khắp suốt thế kỷ 19, chẳng hạn như trong McGuffey Readers. Những người lớn có đầu óc đạo đức luôn mong muốn trẻ em học những bài học luân lý trong quá khứ lịch sử, đặc biệt từ những đại anh hùng quốc gia như Washington. Tuy nhiên sau năm 1890, các sử gia viện dẫn qua những phương pháp nghiên cứu khoa học để chứng thực từng câu chuyện, và họ đã không tìm được bằng chứng nào trong câu chuyện do Weems thuật lại. Vào năm 1904, Joseph Rodman ghi nhận rằng Weems đã đạo văn cho các câu chuyện khác về Washington từ các câu chuyện tiểu thuyết đã được xuất bản tại Anh Quốc; không ai tìm được một nguồn thay thế nào cho câu chuyện về cây cherry nhưng sự tín nhiệm của Weems thì đáng nghi ngờ.

### Các con tem tưởng niệm
Hình của George Washington được in trên tiền của Hoa Kỳ trong đó có tiền giấy một đô la và tiền kim loại 25 xu. Trên tem thư Hoa Kỳ, hình của Washington được in vô số lần và trong nhiều loại khác nhau. Hình ông có trên một trong số những con tem đầu tiên do Bưu điện Hoa Kỳ phát hành vào năm 1847 cùng với hình của Benjamin Franklin. Bắt đầu vào năm 1908, Bưu điện Hoa Kỳ phát hành trong thời gian dài nhất một loạt tem thư trong lịch sử Bưu điện Hoa Kỳ khi phát hành bộ tem "Washington-Franklin". Đây là một bộ tem thư gồm có hơn 250 con tem có hình Washington và Franklin. Hình của Washington được in trên tem thư Hoa Kỳ nhiều hơn tất cả những người Mỹ nổi tiếng khác cộng lại, kể cả Abraham Lincoln và Benjamin Franklin.

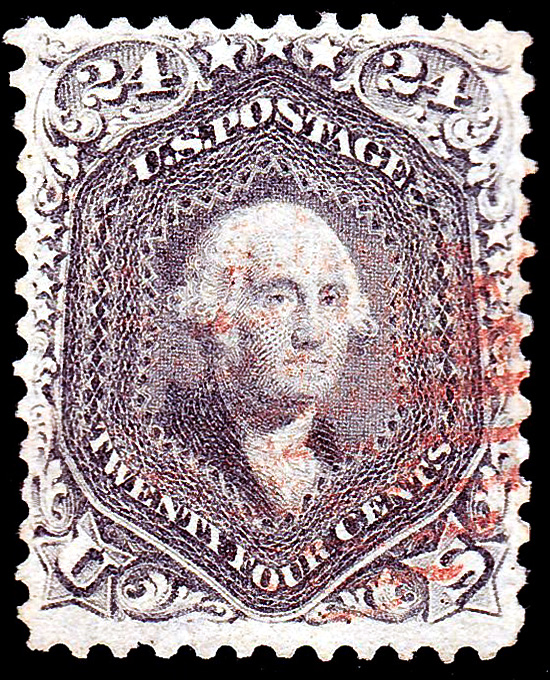
Washington, phát hành năm 1862, loại 24 xu

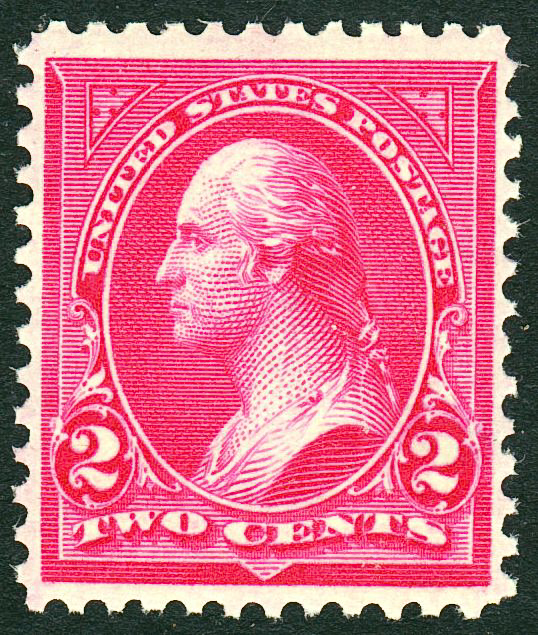
Washington, phát hành năm 1895, loại 2 xu

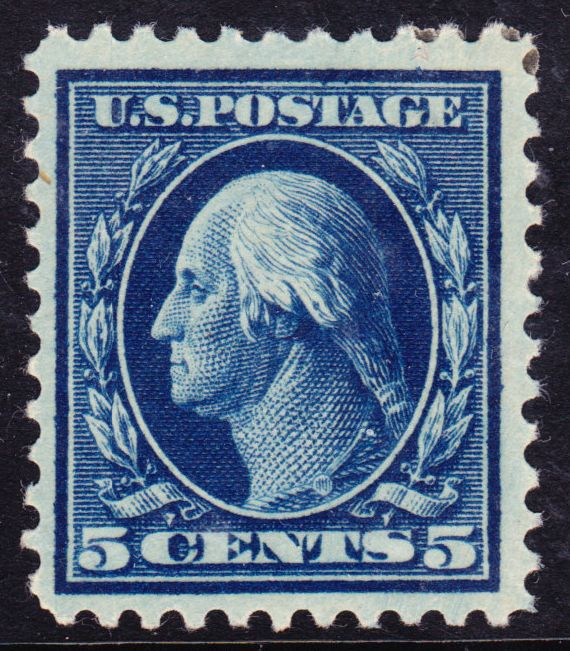
Bộ tem Washington-Franklin năm 1917, loại 5 xu

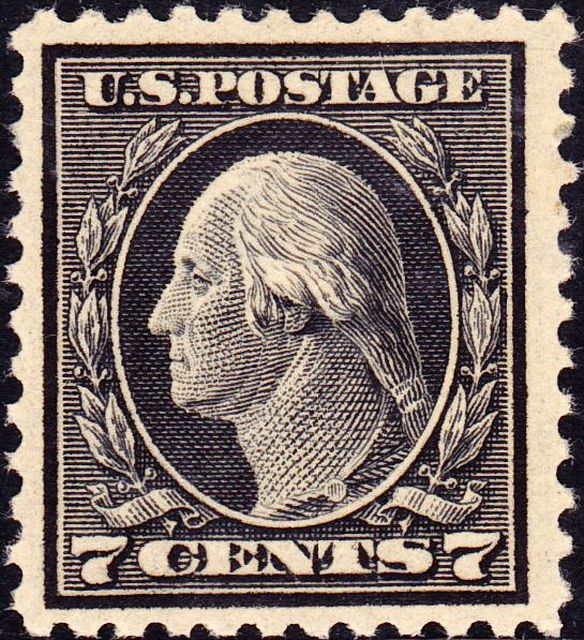
Bộ tem Washington-Franklin năm 1917, loại 7 xu

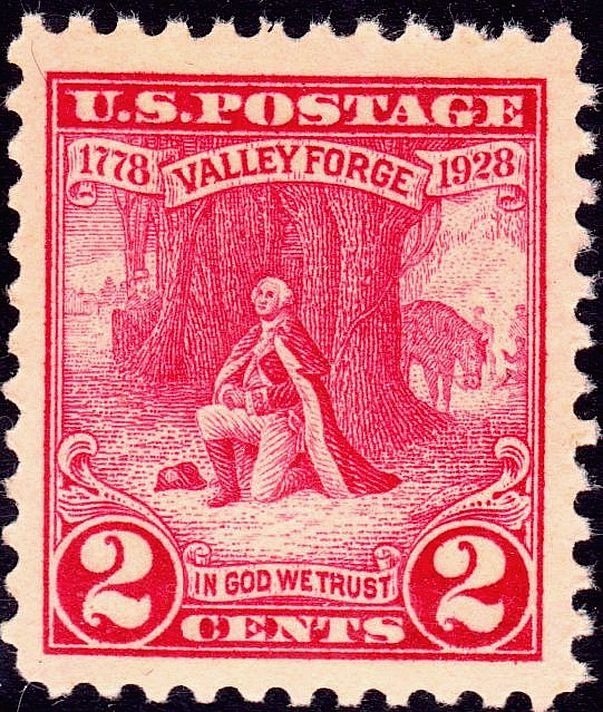
Washington cầu nguyện ở Valley Forge, phát hành năm 1928, loại 2 xu

|  |  |  |  |  |

### Các tượng đài và đài tưởng niệm

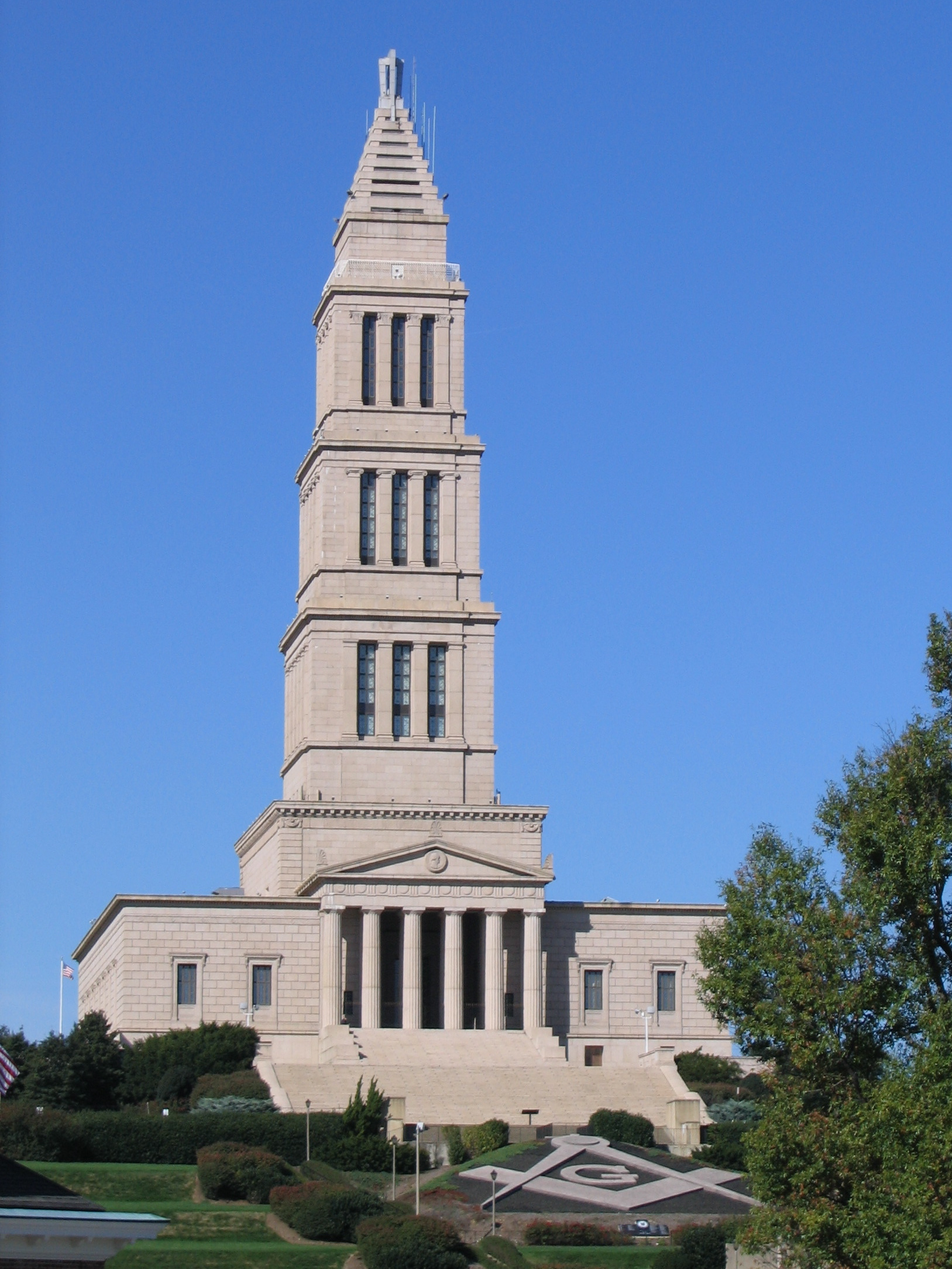
Đài tưởng niệm Tam điểm George Washington, Alexandria, Virginia

Ngay sau khi chiến thắng trong cuộc cách mạng Mỹ, có nhiều lời đề nghị xây đựng một tượng đài ghi công Washington. Sau khi ông mất, Quốc hội Hoa Kỳ ra lệnh xây dựng một đài tưởng niệm phù hợp tại thủ đô quốc gia nhưng quyết định này bị đảo ngược khi đảng Cộng hòa nắm kiếm soát Quốc hội vào năm 1801. Các đảng viên Cộng hòa mất tinh thần vì Washington đã trở thành biểu tượng của đảng Liên bang; hơn thế nữa, các giá trị của chủ nghĩa cộng hòa dường như không phù hợp với ý tưởng xây dựng những tượng đài dành cho những người có quyền lực. Thêm chuyện cãi vã chính trị cùng với sự chia rẽ Nam-Bắc trong cuộc Nội chiến Hoa Kỳ đã ngăn cản việc hoàn thành tượng đài Washington mãi cho đến cuối thế kỷ 19. Đến thời điểm đó, hình ảnh của Washington được xem là vị anh hùng quốc gia được cả hai miền Nam và Bắc tôn sùng nên các tượng đài của ông không còn là chuyện gây tranh cãi nữa. Trước khi có tượng đài hình tháp nằm trên National Mall vào khoảng vài thập niên trước đó, công dân của thành phố Boonsboro, Maryland đã xây dựng đài tưởng niệm công cộng đầu tiên để tưởng niệm Washington vào năm 1827.
Ngày nay, hình tượng và khuôn mặt của Washington thường được dùng như những biểu tượng quốc gia của Hoa Kỳ. Hình ảnh ông có mặt trên các loại tiền hiện thời trong đó có tiền giấy một đô la và tiền kim loại 25 xu, và trên các loại tem thư của Hoa Kỳ. Ngoài việc hình ảnh ông có mặt trên các loại tem thư đầu tiên do Bưu điện Hoa Kỳ phát hành năm 1847, Washington cùng với Theodore Roosevelt, Thomas Jefferson, và Lincoln, được tạc tượng trên Đài tượng niệm Núi Rushmore. Tượng đài Washington, một trong số những địa điểm nổi tiếng nhất của Mỹ, được xây để vinh danh ông. Tượng đài Quốc gia Tam điểm George Washington tại Alexandria, Virginia được xây dựng giữa năm 1922 và 1932 với đóng góp tự nguyện của tất cả 52 cơ quan điều hành địa phương của Hội Tam điểm tại Hoa Kỳ.

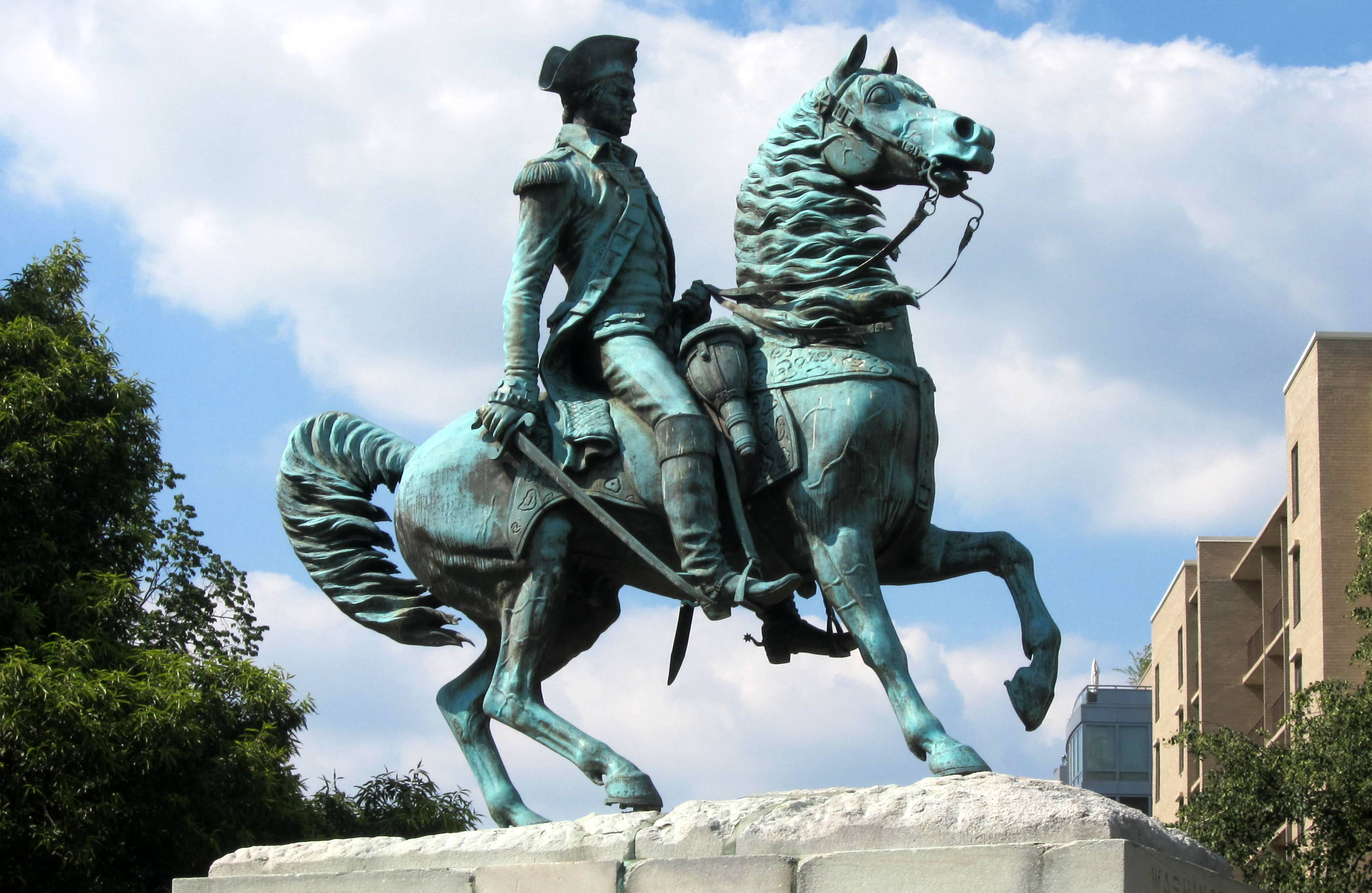
Tượng người cưỡi ngựa, năm 1860 của điêu khắc gia Clark Mills, nằm trong Vòng xoay Washington tại thủ đô Washington, D.C.

Nhiều nơi và nhiều thực thể đã được đặt tên Washington để vinh danh ông. Tên Washington trở thành tên của thủ đô quốc gia, Washington, D.C., một trong hai thủ đô quốc gia trên thế giới đã được đặt tên của một vị tổng thống Mỹ (tên tổng thống Mỹ khác được đặt cho thủ đô của Liberia là Monrovia). Tiểu bang Washington là tiểu bang duy nhất được đặt tên của một vị tổng thống Mỹ. Đại học George Washington và Đại học Washington tại St. Louis được đặt tên ông cũng như Đại học Washington và Lee đã từng đổi thành Học viện Washington khi Washington quyên tặng rất nhiều tiền cho trường này vào năm 1796. Đại học Washington tại Chestertown, Maryland (do hiến chương tiểu bang Maryland thành lập năm 1782) được Washington ủng hộ suốt cuộc đời mình bằng việc trao tặng 50 đồng tiền vàng Anh và phục vụ trong ban hội đồng đặt trách quan khách và điều hành của trường cho đến năm 1789 (khi Washington được bầu làm tổng thống). Vô số thành phố và thị trấn Mỹ có một đường phố mang tên Washington.
Quốc ấn của Liên minh miền nam Hoa Kỳ nổi bật có hình George Washington trên lưng ngựa, trong tư thế tương tự như một tượng đá hình ông tại thành phố Richmond, Virginia.
Luân Đôn có một tượng đồng Washington, đây là một trong số 22 khuôn mẫu tượng đồng giống nhau. Dựa vào bức tượng bằng cẩm thạch ban đầu do Jean Antoine Houdon điêu khắc và được đặt trong gian phòng hình tròn của Tòa Quốc hội Tiểu bang ở Richmond, Virginia, bức tượng sao chép được Thịnh vượng chung Virginia trao tặng cho người Anh năm 1921. Bức tượng này đứng trước Phòng trưng bày Quốc gia (Luân Đôn) trong Quảng trường Trafalgar.

## Viết lách và tài liệu của George Washington
Việc sưu tầm và xuất bản trịnh trọng các tác phẩm viết lách và tài liệu của Washington được bắt đầu bằng tác phẩm tiền phong của Jared Sparks vào thập niên 1830 có tựa đề Life and Writings of George Washington (12 cuốn, xuất bản từ 1834–1837). The Writings of George Washington from the Original Manuscript Sources, 1745-1799 (1931–44) là một bộ sựu tập gồm có 37 cuốn do John C. Fitzpatrick biên tập. Bộ sưu tập này gồm có trên 17.000 lá thư và tài liệu và có thể tìm thấy tại đây Lưu trữ ngày 18 tháng 2 năm 2011 tại Wayback Machine.
Phiên bản cuối cùng in toàn chữ (không có hình ảnh) được Đại học Virginia bắt đầu xuất bản vào năm 1968, và đến nay đã có đến 52 cuốn được xuất bản và các cuốn nữa sẽ xuất bản. Bộ sưu tập này gồm có mọi thứ mà Washington viết hoặc do ông ký cùng với đa số thư từ ông nhận được. Một phần của bộ sưu tập này có tại đây.

## Đời sống cá nhân
Cùng với gia đình thân thuộc của vợ ông, Martha, có nói ở trên, George Washington có quan hệ gần gũi với cháu trai và cũng là người thừa kế tên là Bushrod Washington, con trai của em trai John Augustine Washington của ông. Sau khi bác qua đời Bushrod trở thành một thẩm phán của Tối cao Pháp viện Hoa Kỳ. Tuy nhiên mối quan hệ của George Washington với mẹ là bà Mary Ball Washington rõ ràng là có gì đó khó khăn và căng thẳng.
Khi còn là một thanh niên, Washington có mái tóc đỏ. Có một truyền thuyết dân gian cho rằng ông đội tóc giả như một kiểu thời trang vào thời đó. Sự thật Washington không có đội tóc giả; thay vào đó ông rắc phấn bột vào tóc của mình, như được thấy trong một số bức họa trong đó có bức họa nổi tiếng nhưng dở dang của họa sĩ Gilbert Stuart.
Washington bị răng của mình hành hạ suốt cả cuộc đời. Ông mất chiếc răng trưởng thành đầu tiên khi ông 22 tuổi và chỉ còn lại 1 chiếc khi ông trở thành tổng thống. John Adams tuyên bố rằng Washington mất răng vì ông dùng nó để cắn hạt Brasil nhưng các sử gia hiện đại cho rằng chính dioxide thủy ngân mà ông uống để trị bệnh như đậu mùa và sốt rét có lẽ đã góp phần vào việc làm rụng răng của ông. Ông được làm một vài bộ răng giả, bốn trong số đó do một nha sĩ có tên là John Greenwood. Không như công chúng nghĩ, các bộ răng giả này không phải làm bằng gỗ. Bộ răng được làm cho ông khi ông trở thành tổng thống là làm bằng ngà voi và ngà hà mã, giữ chặt lại bằng niềng vàng. Vấn đề của răng đã làm cho Washington thường hay đau răng nên ông phải dùng cồn thuốc phiện. Nỗi đau đớn vì chứng đau răng có thể được bộc lộ rõ ràng trong nhiều bức hình được họa khi ông vẫn còn tại chức, trong đó phải kể đến bức hình được sử dụng trên tờ giấy bạc $1 đô la Mỹ.

### Vấn đề người nô lệ
Sau cái chết của cha năm 1743, cậu bé George Washington 11 tuối thừa hưởng gia tài gồm 10 người nô lệ. Vào lúc ông kết hôn với Martha Custis năm 1759, cá nhân ông làm chủ ít nhất 36 nô lệ (vợ ông thừa hưởng và mang đến Mount Vernon một số nô lệ của chồng trước quá cố, ít nhất là 85 người). Ông dùng tài sản giàu có của vợ để mua thêm đất, tăng gấp ba lần diện tích đồn điền, và thêm nhiều nô lệ để canh tác đồn điền. Năm 1774, ông trả thuế đánh trên 135 nô lệ (không tính nô lệ của vợ ông được thừa hưởng từ người chồng đầu tiên quá cố của bà). Lần mua nô lệ cuối cùng của ông là vào năm 1772 dù sau này ông có nhận một số nô lệ để trừ nợ. Washington cũng dùng những người da trắng di cư làm người giúp việc gia đính để trả nợ di dân; tháng 4 năm 1775, ông đã trả tiền thưởng để nhận lại hai người da trắng giúp việc nhà sau khi hai người này bỏ trốn.
Một sử gia tuyên bố rằng Washington ước mong những lợi ích vật chất từ việc làm chủ nô lệ và muốn cho gia đình vợ của ông có một tài sản kế thừa thịnh vượng. Trước Cách mạng Mỹ, Washington không bài tỏ vấn đề đạo đức gì về chủ nghĩa nô lệ nhưng vào năm 1786, Washington viết cho Robert Morris như sau "Không ai mong muốn chân thành hơn tôi là thấy một kế hoạch được thông qua nhằm mục đích bãi bỏ chế độ nô lệ". Năm 1778, ông viết thư cho người quản lý của ông ở đồn điền Mount Vernon rằng ông muốn "bỏ hết người da đen". Duy trì một dân số nô lệ lớn và ngày càng già tại Mount Vernon thì không có lợi ích kinh tế. Tuy nhiên Washington không thể bán những "nô lệ thừa kế" của vợ (dower slaves) một cách hợp pháp, và vì những nô lệ này đã liên-hôn với các nô lệ của chính ông nên ông cũng không thể bán nô lệ của mình với lý do nếu ông bán nô lệ của mình thì ông gián tiếp làm cho gia đình họ ly tán.
Lúc làm tổng thống, Washington đưa 7 nô lệ đến Thành phố New York năm 1789 để làm người giúp việc nhà đầu tiên cho tổng thống. Sau khi thủ đô quốc gia chuyển đến Philadelphia năm 1790, ông đưa 9 nô lệ đến làm việc trong dinh tổng thống. Lúc ông mất, có 317 nô lệ làm việc tại Mount Vernon trong số đó Washington làm chủ 123 người, 154 người là "nô lệ thừa kế" của vợ và 40 người được một người hàng xóm mướn. Dorothy Twohig cho rằng Washington đã không lên tiếng công khai chống lại chủ nghĩa nô lệ vì ông không muốn tạo sự chia rẽ trong nước cộng hòa mới thành lập bằng một vấn đề rất nhạy cảm và gây chia rẽ lúc bấy giờ.

### Tôn giáo

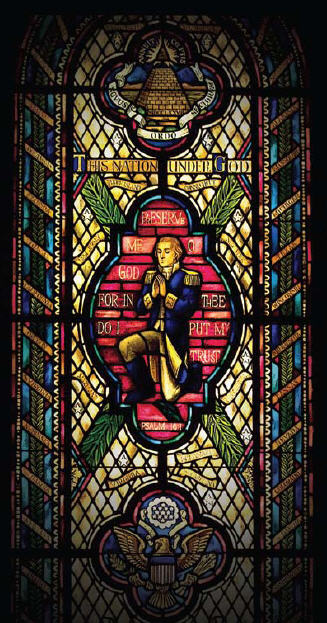
Washington quỳ gối cầu nguyện, cửa sổ tranh kính tại Phòng nguyện Quốc hội, Điện Capitol.

Washington là một thành viên của Giáo hội Anh giáo, sau này gọi là Giáo hội Giám nhiệm, "có địa vị được thiết lập" tại tiểu bang Virginia (điều đó có nghĩa là tiền thuế được dùng để trả cho các vị chức sắc nhà thờ). Ông là một thành viên phục vụ trong ban điều hành Nhà thờ Christ tại Alexandria, Virginia và Nhà thờ Pohick gần nhà của ông trong đồn điền Mount Vernon cho đến khi chiến tranh bắt đầu; tuy nhiên giáo xứ này là một đơn vị của chính quyền địa phương và giáo xứ này phần lớn lo những công việc dân sự như đường sá và giảm nghèo.
Theo sử gia Paul F. Boller Jr., thực tế mà nói Washington là một người theo thuyết thần giáo tự nhiên, có niềm tin sâu rộng vào "Sự quan phòng của Trời" hay cao hơn là "Ý Trời" bắt nguồn từ một "Đấng Tối cao" kiểm soát các sự kiện của loài người và như trong thần học Calvin thì tiến trình lịch sử đi theo một mô hình trật tự hơn chỉ là sự tình cờ. Năm 1789, Washington tuyên bố rằng "Đấng sáng tạo Vũ trụ" đã tích cực can thiệp về phía Cách mạng Mỹ. Tuy nhiên, theo Boller, Washington chưa bao giờ tìm cách cá nhân hóa quan điểm tôn giáo của chính mình hay bày tỏ sự ái mộ nào tới khía cạnh tốt đẹp của các đoạn văn Kinh thánh. Boller cho rằng "những lời bóng gió về tôn giáo của Washington hoàn toàn thiếu chiều sâu cảm xúc"  Về khía cạnh triết lý, ông say mê và chọn triếc lý Stoic của La Mã cổ đại. Triết lý này coi trọng đức hạnh và nhân bản và có thể sánh cao bằng thuyết thần giáo tự nhiên.
Trong một lá thư gởi George Mason năm 1785, Washington viết rằng ông không phải trong số những người bị cảnh báo bởi một đạo luật "bắt người ta phải trả tiền để ủng hộ tôn giáo mà họ theo" nhưng cảm thấy rằng "không khôn ngoan" để thông qua một đạo luật như thế, và mong muốn rằng nó đã chưa từng được đề nghị vì tin rằng nó sẽ làm náo động cuộc sống yên ổn của công chúng.
Washington thường tháp tùng vợ đến lễ nhà thờ; tuy nhiên, không có ghi chép nào nói về việc ông hiệp lễ (nhận lễ ban thánh thể). Ông thường hay rời lễ nhà thờ trước khi hiệp lễ — cùng với những người không hiệp lễ khác. Đến khi bị một mục sư quở trách, ông thôi không tham dự các buổi thánh lễ vào những ngày chủ nhật. Khi làm tổng thống, ông khích lệ mọi người khi ông được người ta thấy tham gia thánh lễ tại vô số các nhà thờ trong đó có các nhà thờ Trưởng lão, Quaker và Công giáo để chứng tỏ sự ủng hộ đại thể của ông cho tôn giáo. Washington nổi tiểng rộng lượng. Ông tham dự nhiều sự kiện từ thiện và tặng tiền cho các trường, các đại học và cho người nghèo. Là công dân hàng đầu của Philadelphia, Tổng thống Washington dẫn đầu trong công cuộc cung cấp từ thiện cho các quả phụ và trẻ mồ côi trong thành phố thủ đô bị dịch sốt vàng hoành hành vào năm 1793.
Michael Novak và Jana Novak cho rằng đây có thể là "ý định của Washington khi duy trì sự mơ hồ có chủ ý (và sự riêng tư cá nhân) liên quan đến nhận thức tôn giáo sâu thẳm nhất của ông, để cho mọi người Mỹ, cả thời đó và mãi sau này, có thể cảm thấy tự ý để tiếp cận ông bằng cách riêng của mình, cũng như có thể cảm thấy mình là thành viên đầy đủ của một nền cộng hòa mới, bình đẳng với mọi người khác". Họ kết luận: "Ông được dưỡng dục trong Giáo hội Giám nhiệm mà ông luôn thuộc về; và quan điểm của tôi [sic] là ông tin vào các giáo lý nền tảng của Kitô giáo như vẫn được dạy trong Giáo hội, theo cách hiểu của ông; nhưng trong đó không có một chút sự bất khoan dung hay thiếu tôn trọng nào với các niềm tin và cách thức thờ phượng của các Kitô hữu thuộc hệ phái khác."

### Thành viên Hội Tam Điểm
Năm 1752 Washington được thu nhận vào Hội Tam Điểm. Trong lễ nhậm chức tổng thống năm 1789, Đại sư phụ chi hội New York đã chủ trì lễ tuyên thệ nhậm chức của ông. Ngày 18 tháng 9 năm 1793, ông đặt viên đá góc của Tòa nhà Quốc hội Hoa Kỳ có mang dấu hiệu Đại sư phụ Hội Tam Điểm. Washington kính trọng cao độ đối với nội quy của hội và thường hay ca ngợi nó nhưng ông ít khi tham dự các buổi họp của chi hội. Ông bị lôi cuốn bởi sự tận tụy của phong trào đối với những nguyên lý khai sáng; các chi hội Mỹ không chia sẻ triển vọng chống tăng lữ mà đã khiến cho các chi hội tại châu Âu bị tai tiếng

### Gia đình và quê hương
George Washington được sinh ra ở tiểu bang Virginia và là con đầu lòng của ông Augustine Washington (1694-1743) với người vợ thứ hai là bà Mary Ball Washington (1708-1789). Trước khi cưới bà Mary Ball, ông Augustine đã có bốn con với người vợ cả là bà Jane Butler, trong số đó có hai người con chết lúc còn trẻ (Lawrence và Jane) và người con đầu bị chết yểu là Butler. Ông Augustine và bà Mary Ball có với nhau 6 người con, trong đó người con gái út mất lúc 1 tuổi do bị sinh non. Như vậy, George Washington có bốn anh chị cùng cha khác mẹ và năm em ruột.
Anh chị cùng cha khác mẹ
1. Butler Washington (anh trai, 1716-1716)
2. Lawrence Washington (anh trai, 1718–1752)
3. Augustine Washington II (anh trai, 1720–1762)
4. Jane Washington (chị gái, 1722–1735)

Em ruột
1. Elizabeth Washington (em gái, 1733–1797)
2. Samuel Washington (em trai, 1734–1781)
3. John Augustine Washington (em trai, 1736–1787)
4. Charles Washington (em trai, 1738–1799)
5. Mildred Washington (em gái, 1739–1740)

### Ấn phẩm
- Adams, Randolph Greenfield (1928). "Arnold, Benedict". Trong Johnson, Allen (biên tập). Dictionary of American Biography. Scribner.
- Akers, Charles W. (2002). "John Adams". Trong Graff, Henry (biên tập). The Presidents: A Reference History (ấn bản thứ 3). Scribner. tr. 23–38. ISBN 978-0684312262.
- Alden, John R. (1996). George Washington: A Biography. Louisiana State University Press. ISBN 978-0807121269.
- Anderson, Fred (2007). Crucible of War: The Seven Years' War and the Fate of Empire in British North America, 1754–1766. Alfred A. Knopf. ISBN 978-0307425393.
- Avlon, John (2017). Washington's Farewell: The Founding Father's Warning to Future Generations. Simon and Schuster. ISBN 978-1476746463.

- Banning, Lance (1974). Woodward, C. Vann (biên tập). Responses of the Presidents to Charges of Misconduct. Delacorte Press. ISBN 978-0440059233.
- Bassett, John Spencer (1906). The Federalist System, 1789–1801. Harper & Brothers. OCLC 586531.
- "The Battle of Trenton". The National Guardsman. Quyển 31. National Guard Association of the United States. 1976.
- Bell, William Gardner (1992) [1983]. Commanding Generals and Chiefs of Staff, 1775–2005: Portraits & Biographical Sketches of the United States Army's Senior Officer. Center of Military History, United States Army. ISBN 978-0160359125. CMH Pub 70–14.
- Boller, Paul F. (1963). George Washington & Religion. Southern Methodist University Press. OCLC 563800860.
- Boorstin, Daniel J. (2010). The Americans: The National Experience. Vintage Books. ISBN 978-0307756473.
- Breen, Eleanor E.; White, Esther C. (2006). "A Pretty Considerable Distillery: Excavating George Washington's Whiskey Distillery" (PDF). Quarterly Bulletin of the Archeological Society of Virginia. Quyển 61 số 4. tr. 209–20. Bản gốc (PDF) lưu trữ ngày 24 tháng 12 năm 2011.
- Brown, Richard D. (1976). "The Founding Fathers of 1776 and 1787: A Collective View". The William and Mary Quarterly. Quyển 33 số 3. tr. 465–480. doi:10.2307/1921543. ISSN 0043-5597. JSTOR 1921543.
- Brumwell, Stephen (2012). George Washington: Gentleman Warrior. Quercus Publishers. ISBN 978-1849165464.

- Calloway, Colin G. (2018). The Indian World of George Washington: The First President, the First Americans, and the Birth of the Nation. Oxford University Press. ISBN 978-0190652166.
- Carlson, Brady (2016). Dead Presidents: An American Adventure into the Strange Deaths and Surprising Afterlives of Our Nations Leaders. W.W. Norton & Company. ISBN 978-0393243949.
- Cheatham, Michael L. (tháng 8 năm 2008). "The Death of George Washington: An End to the Controversy?". American Surgery. Quyển 74 số 8. tr. 770–774. doi:10.1177/000313480807400821. PMID 18705585. S2CID 31457820.
- Chernow, Ron (2005). Alexander Hamilton. Penguin Press. ISBN 978-1-101-20085-8.
- —— (2010). Washington: A Life. Penguin Press. ISBN 978-1594202667.
- Coakley, Robert W. (1996) [1989]. The Role of Federal Military Forces in Domestic Disorders, 1789–1878. Diane Publishing. tr. 43–49. ISBN 978-0788128189.
- Coe, Alexis (2021). You Never Forget Your First: A Biography of George Washington. Penguine Books. ISBN 978-0735224117.
- Cooke, Jacob E. (2002). "George Washington". Trong Graff, Henry (biên tập). The Presidents: A Reference History (ấn bản thứ 3). Scribner. tr. 1–21. ISBN 978-0684312262.
- Craughwell, Thomas J. (2009). Stealing Lincoln's Body. Harvard University Press. tr. 77–79. ISBN 978-0674024588.
- Cresswell, Julia, biên tập (2010). Oxford Dictionary of Word Origins. Oxford: Oxford University Press. ISBN 978-0199547937.
- Cunliffe, Marcus (1958). George Washington: Man and Monument. Little, Brown. ISBN 978-0316164344. OCLC 564093853.

- Dalzell, Robert F. Jr.; Dalzell, Lee Baldwin (1998). George Washington's Mount Vernon: At Home in Revolutionary America. Oxford University Press. ISBN 978-0195121148.
- Davis, Burke (1975). George Washington and the American Revolution. Random House. ISBN 978-0394463889.

- Elkins, Stanley M.; McKitrick, Eric (1995) [1993]. The Age of Federalism. Oxford University Press. ISBN 978-0195093810.
- Ellis, Joseph J. (2004). His Excellency: George Washington. Alfred A. Knopf. ISBN 978-1400040315.
- Estes, Todd (2000). "Shaping the Politics of Public Opinion: Federalists and the Jay Treaty Debate". Journal of the Early Republic. Quyển 20 số 3. tr. 393–422. doi:10.2307/3125063. JSTOR 3125063.
- —— (2001). "The Art of Presidential Leadership: George Washington and the Jay Treaty". The Virginia Magazine of History and Biography. Quyển 109 số 2. tr. 127–158. JSTOR 4249911.

- Farner, Thomas P. (1996). New Jersey in History: Fighting to Be Heard. Down the Shore Publishing. ISBN 978-0945582380.
- Felisati, D; Sperati, G (tháng 2 năm 2005). "George Washington (1732–1799)". Acta Otorhinolaryngologica Italica. Quyển 25 số 1. tr. 55–58. PMC 2639854. PMID 16080317.
- Ferling, John E. (1988). The First of Men: A Life of George Washington. Oxford University Press. ISBN 978-0199752751.
- —— (2002). Setting the World Ablaze: Washington, Adams, Jefferson, and the American Revolution. Oxford University Press. ISBN 978-0195134094.
- —— (2007). Almost a Miracle: The American Victory in the War of Independence. Oxford University Press. ISBN 978-0199758470.
- —— (2009). The Ascent of George Washington: The Hidden Political Genius of an American Icon. Bloomsbury Press. ISBN 978-1608191826.
- —— (2013). Jefferson and Hamilton: The Rivalry That Forged a Nation. Bloomsbury Press. ISBN 978-1608195428.
- Fischer, David Hackett (2004). Washington's Crossing. Oxford University Press. ISBN 978-0195170344.
- Fishman, Ethan M.; Pederson, William D.; Rozell, Mark J. (2001). George Washington: Foundation of Presidential Leadership and Character. Greenwood Publishing Group. ISBN 978-0275968687.
- Fitzpatrick, John C. (1936). "Washington, George". Trong Malone, Dumas (biên tập). Dictionary of American Biography. Quyển 19. Scribner. tr. 509–527.
- Flexner, James Thomas (1965). George Washington: the Forge of Experience, (1732–1775). Little, Brown. ISBN 978-0316285971. OCLC 426484.
- —— (1967). George Washington in the American Revolution, 1775–1783. Little, Brown.
- —— (1969). George Washington and the New Nation (1783–1793). Little, Brown. ISBN 978-0316286008.
- —— (1972). George Washington: Anguish and Farewell (1793–1799). Little, Brown. ISBN 978-0316286022.
- —— (1974). Washington: The Indispensable Man. Little, Brown. ISBN 978-0316286053.
- —— (1991). The Traitor and the Spy: Benedict Arnold and John André. Syracuse University Press. ISBN 978-0815602637.
- Frazer, Gregg L. (2012). The Religious Beliefs of America's Founders Reason, Revelation, and Revolution. University Press of Kansas. ISBN 978-0700618453.
- Ford, Worthington Chauncey; Hunt, Gaillard; Fitzpatrick, John Clement (1904). Journals of the Continental Congress, 1774–1789: 1774. Quyển 1. U.S. Government Printing Office.
- Freedman, Russell (2008). Washington at Valley Forge. Holiday House. ISBN 978-0823420698.
- Freeman, Douglas Southall (1968). Harwell, Richard Barksdale (biên tập). Washington. Scribner. OCLC 426557.
- —— (1952). George Washington: Victory with the help of France, Volume 5. Eyre and Spottiswoode.
- Furstenberg, François (2011). "Atlantic Slavery, Atlantic Freedom: George Washington, Slavery, and Transatlantic Abolitionist Networks". The William and Mary Quarterly. Quyển 68 số 2. Omohundro Institute of Early American History and Culture. tr. 247–286. doi:10.5309/willmaryquar.68.2.0247. JSTOR 10.5309/willmaryquar.68.2.0247.

- Gaff, Alan D. (2004). Bayonets in the Wilderness: Anthony Wayne's Legion in the Old Northwest. University of Oklahoma Press. ISBN 978-0806135854.
- Genovese, Michael A. (2009). Kazin, Michael (biên tập). The Princeton Encyclopedia of American Political History. (Two volume set). Princeton University Press. ISBN 978-1400833566.
- Gregg, Gary L., II; Spalding, Matthew, biên tập (1999). Patriot Sage: George Washington and the American Political Tradition. ISI Books. ISBN 978-1882926381.{{Chú thích sách}}:  Quản lý CS1: nhiều tên: danh sách biên tập viên (liên kết)
- Grizzard, Frank E. Jr. (2002). George Washington: A Biographical Companion. ABC-CLIO. ISBN 978-1576070826.
- Grizzard, Frank E. Jr. (2005). George!: A Guide to All Things Washington. Mariner Pub. ISBN 978-0976823889.

- Hayes, Kevin J. (2017). George Washington, A Life in Books. Oxford University Press. ISBN 978-0190456672.
- Henderson, Donald (2009). Smallpox: The Death of a Disease. Prometheus Books. ISBN 978-1591027225.
- Henriques, Peter R. (2006). Realistic Visionary: A Portrait of George Washington. University Press of Virginia. ISBN 978-0813927411.
- Henriques, Peter R. (2020). First and Always: A New Portrait of George Washington. Charlottesville, VA: University of Virginia Press. ISBN 978-0813944807.
- Heydt, Bruce (2005). "'Vexatious Evils': George Washington and the Conway Cabal". American History. Quyển 40 số 5.
- Higginbotham, Don (2001). George Washington Reconsidered. University Press of Virginia. ISBN 978-0813920054.
- Hindle, Brooke (2017) [1964]. David Rittenhouse. Princeton University Press. tr. 92. ISBN 978-1400886784.
- Hirschfeld, Fritz (1997). George Washington and Slavery: A Documentary Portrayal. University of Missouri Press. ISBN 978-0826211354.

- Isaacson, Walter (2003). Benjamin Franklin, an American Life. Simon and Schuster. ISBN 978-0743260848.
- Irving, Washington (1857). The Life of George Washington, Vol. 5. G. P. Putnam and Son.

- Jensen, Merrill (1948). The Articles of Confederation: An Interpretation of the Social-Constitutional History of the American Revolution, 1774–1781. University of Wisconsin Press. OCLC 498124.
- Jillson, Calvin C.; Wilson, Rick K. (1994). Congressional Dynamics: Structure, Coordination, and Choice in the First American Congress, 1774–1789. Stanford University Press. ISBN 978-0804722933.
- Johnstone, William (1919). George Washington, The Christian. The Abingdon Press. OCLC 19524242.

- Ketchum, Richard M. (1999) [1973]. The Winter Soldiers: The Battles for Trenton and Princeton. Henry Holt. ISBN 978-0805060980.
- Kohn, Richard H. (tháng 4 năm 1970). "The Inside History of the Newburgh Conspiracy: America and the Coup d'Etat". The William and Mary Quarterly. Quyển 27 số 2. tr. 187–220. doi:10.2307/1918650. JSTOR 1918650.
- —— (1975). Eagle and Sword: The Federalists and the Creation of the Military Establishment in America, 1783–1802. Free Press. tr. 225–42. ISBN 978-0029175514.
- —— (1972). "The Washington Administration's Decision to Crush the Whiskey Rebellion" (PDF). The Journal of American History. Quyển 59 số 3. tr. 567–84. doi:10.2307/1900658. JSTOR 1900658. Bản gốc (PDF) lưu trữ ngày 24 tháng 9 năm 2015.
- Korzi, Michael J. (2011). Presidential Term Limits in American History: Power, Principles, and Politics. Texas A&M University Press. ISBN 978-1603442312.

- Lancaster, Bruce; Plumb, John H. (1985). The American Revolution. American Heritage Press. ISBN 978-0828102810.
- Lear, Tobias (ngày 15 tháng 12 năm 1799). "Tobias Lear to William Augustine Washington". Trong Ford, Worthington Chauncey (biên tập). The Writings of George Washington. Quyển 14. G. Putnam & Sons (xuất bản 1893). tr. 257–258.
- Lengel, Edward G. (2005). General George Washington: A Military Life. Random House. ISBN 978-1-4000-6081-8.
- Levy, Philip (2013). Where the Cherry Tree Grew: The Story of Ferry Farm, George Washington's Boyhood Home. Macmillan. ISBN 978-1250023148.
- Lightner, Otto C.; Reeder, Pearl Ann, biên tập (1953). Hobbies, Volume 58. Lightner Publishing Company. tr. 133.

- Mann, Barbara Alice (2008). George Washington's War on Native America. University of Nevada Press. ISBN 978-0803216358.
- McCullough, David (2005). 1776. Simon & Schuster. ISBN 978-0743226714.
- Middlekauff, Robert (2015). Washington's Revolution: The Making of America's First Leader. Knopf Doubleday Publishing Group. ISBN 978-1101874240.
- Morens, David M. (tháng 12 năm 1999). "Death of a President". New England Journal of Medicine. Quyển 341 số 24. tr. 1845–1849. doi:10.1056/NEJM199912093412413. PMID 10588974.
- Morgan, Kenneth (2000). "George Washington and the Problem of Slavery". Journal of American Studies. Quyển 34 số 2. tr. 279–301. doi:10.1017/S0021875899006398. JSTOR 27556810. S2CID 145717616.
- Morgan, Philip D. (2005). ""To Get Quit of Negroes": George Washington and Slavery". Journal of American Studies. Quyển 39 số 3. Cambridge University Press. tr. 403–429. doi:10.1017/S0021875805000599. JSTOR 27557691. S2CID 145143979.
- Morrison, Jeffery H. (2009). The Political Philosophy of George Washington. JHU Press. ISBN 978-0801891090.
- Murray, Robert K.; Blessing, Tim H. (1993). Greatness in the White House: Rating the Presidents, from Washington Through Ronald Reagan. Penn State Press. ISBN 978-0271010908.

- Nagy, John A. (2016). George Washington's Secret Spy War: The Making of America's First Spymaster. St. Martin's Press. ISBN 978-1250096821.
- Newton, R.S.; Freeman, Z.; Bickley, G., biên tập (1858). "Heroic Treatment—Illness and Death of George Washington". The Eclectic Medical Journal. Quyển 1717. tr. 273.
- Novak, Michael; Novak, Jana (2007). Washington's God: Religion, Liberty, and The Father of Our Country. Basic Books. ISBN 978-0-465-05126-7.
- Nowlan, Robert A. (2014). The American Presidents, Washington to Tyler What They Did, What They Said, What Was Said About Them, with Full Source Notes. McFarland. ISBN 978-1476601182.

- Palmer, Dave Richard (2010). George Washington and Benedict Arnold: A Tale of Two Patriots. Simon and Schuster. ISBN 978-1596981645.
- Parry, Jay A.; Allison, Andrew M. (1991). The Real George Washington: The True Story of America's Most Indispensable Man. National Center for Constitutional Studies. ISBN 978-0880800136.
- Parsons, Eugene (1898). George Washington: A Character Sketch. H. G. Campbell publishing Company.
- Peabody, Bruce G. (ngày 1 tháng 9 năm 2001). "George Washington, Presidential Term Limits, and the Problem of Reluctant Political Leadership". Presidential Studies Quarterly. Quyển 31 số 3. tr. 439–453. doi:10.1111/j.0360-4918.2001.00180.x. JSTOR 27552322.
- Philbrick, Nathaniel (2016). Valiant Ambition: George Washington, Benedict Arnold, and the Fate of the American Revolution. Penguin Books. ISBN 978-0143110194.
- Puls, Mark (2008). Henry Knox: Visionary General of the American Revolution. St. Martin's Press. ISBN 978-0230611429.

- Randall, Willard Sterne (1997). George Washington: A Life. Henry Holt & Co. ISBN 978-0805027792.
- Randall, Willard Sterne (1990). Benedict Arnold: Patriot and Traitor. New York : Barnes & Noble. ISBN 978-0-7607-1272-6.
- Rasmussen, William M. S.; Tilton, Robert S. (1999). George Washington: The Man Behind the Myths. University Press of Virginia. ISBN 978-0813919003.
- Rose, Alexander (2006). Washington's Spies: The Story of America's First Spy Ring. Random House Publishing Group. ISBN 978-0553804218.

- Schwarz, Philip J., biên tập (2001). Slavery at the home of George Washington. Mount Vernon Ladies' Association. ISBN 978-0931917387.
- Spalding, Matthew; Garrity, Patrick J. (1996). A Sacred Union of Citizens: George Washington's Farewell Address and the American Character. Lanham, Boulder, New York, London: Rowman & Littlefield Publishers, Inc. ISBN 978-0847682621.
- Sparks, Jared (1839). The Life of George Washington. F. Andrews.
- Sobel, Robert (1968). Panic on Wall Street: A History of America's Financial Disasters. Beard Books. ISBN 978-1-8931-2246-8.
- Smith, Justin H (1907). Our Struggle for the Fourteenth Colony, vol 1. New York: G.P. Putnam's Sons.
- Smith, Justin H. (1907). Our Struggle for the Fourteenth Colony, vol 2. New York: G.P. Putnam's Sons.
- Stavish, Mark (2007). Freemasonry: Rituals, Symbols & History of the Secret Society. Llewellyn Publications. ISBN 978-0738711485.
- Strickland, William (1840). The Tomb of Washington at Mount Vernon. Carey & Hart.
- Subak, Susan (2018). The Five-Ton Life. Our Sustainable Future. University of Nebraska Press. ISBN 978-0803296886.

- Taylor, Alan (2016). American Revolutions: A Continental History, 1750–1804. W.W. Norton & Company. ISBN 978-0393354768.
- Thompson, Mary (2008). In The Hands of a Good Providence. University Press of Virginia. tr. 40. ISBN 978-0813927633.
- Twohig, Dorothy (2001). ""That Species of Property": Washington's Role in the Controversy over Slavery". Trong Higginbotham, Don (biên tập). George Washington Reconsidered. University Press of Virginia. tr. 114–138. ISBN 978-0813920054.

- Unger, Harlow Giles (2013). "Mr. President": George Washington and the Making of the Nation's Highest Office. Da Capo Press, A Member of the Perseus Book Group. ISBN 978-0306822414.
- Unger, Harlow Giles (2019). Thomas Paine and the Clarion Call for American Independence. Da Capo Press, A Member of the Perseus Book Group.

- Vadakan, Vibul V. (Winter–Spring 2005). "A Physician Looks At The Death of Washington". The Early America Review. Quyển 6 số 1. ISSN 1090-4247. Lưu trữ bản gốc ngày 16 tháng 12 năm 2005.
- Van Doren, Carl (1941). Secret History of the American Revolution: An Account of the Conspiracies of Benedict Arnold and Numerous Others Drawn from the Secret Service. Garden City Pub. Co.

- Waldman, Carl; Braun, Molly (2009). Atlas of the North American Indian (ấn bản thứ 3). Facts On File, Inc. ISBN 978-0816068593.
- Wiencek, Henry (2003). An Imperfect God: George Washington, His Slaves, and the Creation of America. Farrar, Straus and Giroux. ISBN 978-0374175269.
- Willcox, William B.; Arnstein, Walter L. (1988). The Age of Aristocracy 1688 to 1830 . D.C. Heath and Company. ISBN 978-0669134230.
- Wood, Gordon S. (1992). The Radicalism of the American Revolution. Alfred A. Knopf. ISBN 978-0679404934.
- —— (2001). Higginbotham, Don (biên tập). George Washington Reconsidered. University Press of Virginia. ISBN 978-0813920054.
- Wulf, Andrea (2012). Founding Gardeners: The Revolutionary Generation, Nature, and the Shaping of the American Nation. Knopf Doubleday Publishing Group. ISBN 978-0307390684.